# モスクワ地下鉄
モスクワ地下鉄（モスクワちかてつ、ロシア語: Московское метро）は、正式名称をモスクワ地下鉄公社（ГУП «Московский метрополитен»）と言い、ロシアの首都モスクワ及びモスクワ州を通る地下鉄である。運営はモスクワメトロ公社（総称：モスクワ州統一企業「レーニン記念モスクワレーニン勲章と赤い労働者地下鉄」）によって行われる。

## 概要

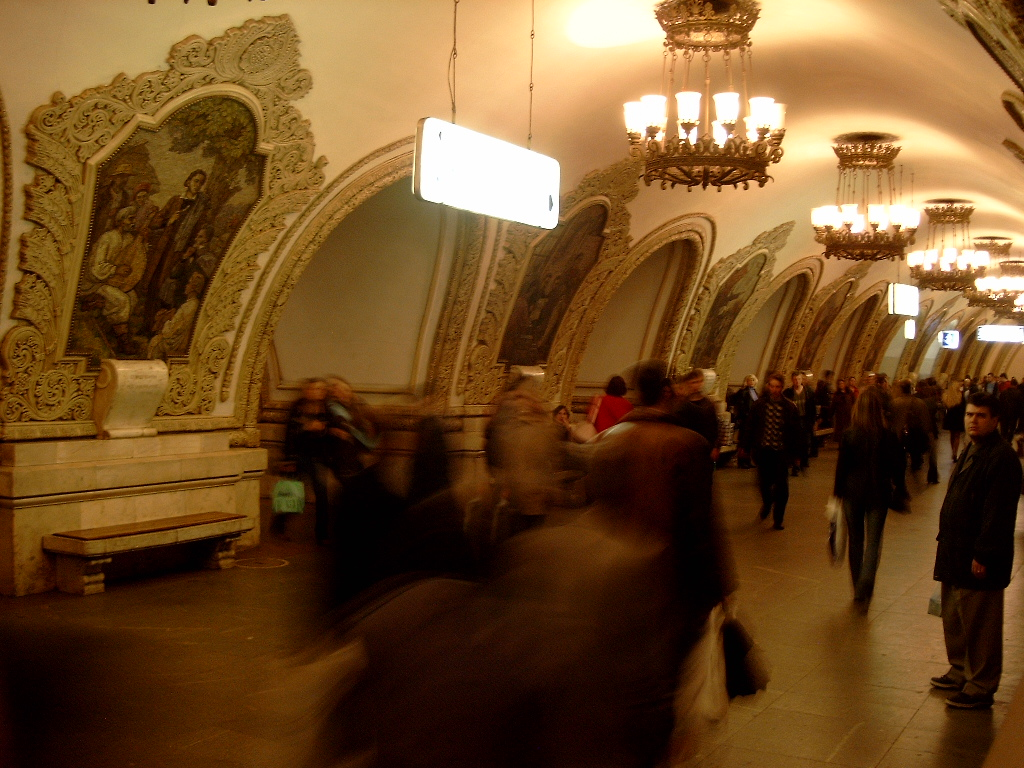
環状線キエフスカヤ駅の様子

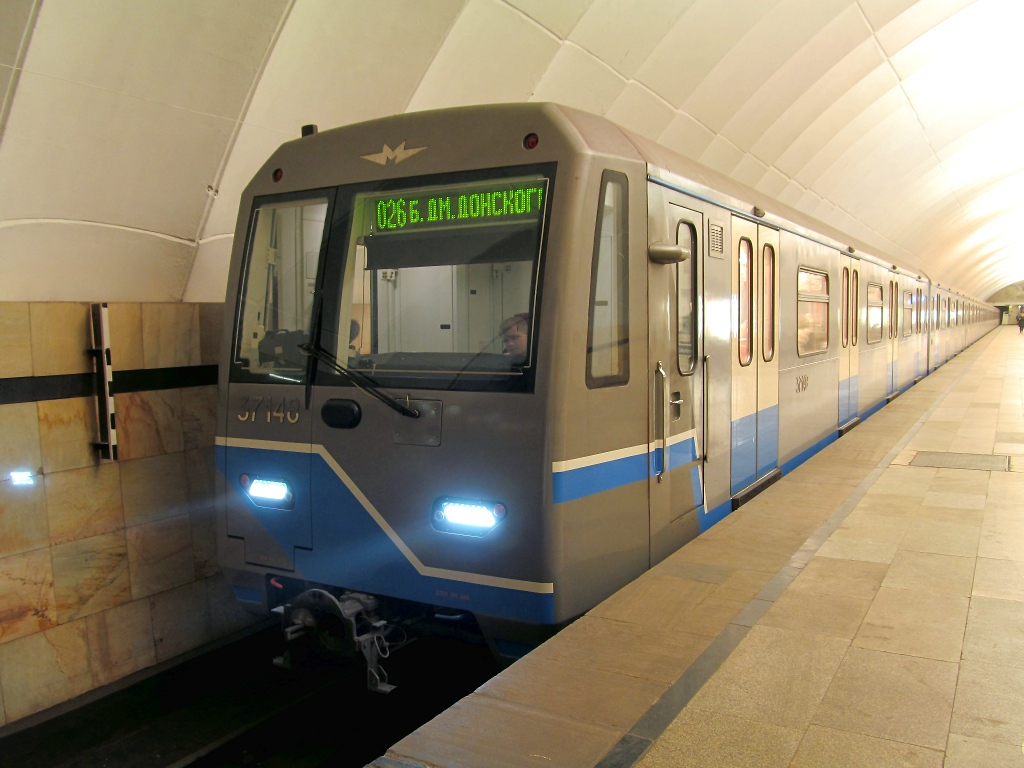
2012年運用開始の81-760/761

1957年から1992年までレーニン記念モスクワ地下鉄（Московский метрополитен имени В. И. Ленина）と称した。ロシア国内で最大の地下鉄である。世界の地下鉄の年間輸送人員においては、世界で5番目に多い東京の地下鉄に続いて利用客の多い地下鉄となっている。最初の路線は、ソコリニキ駅 - パールク・クリトゥールイ駅間にスモレンスカヤ駅への分岐線付きで1935年5月15日に開業された。全15路線（内4路線は後に2路線に統合される予定で2路線は一時的に接続され1路線として扱われている）で、モスクワモノレールとモスクワ中央環状線を除いて総延長は397.3 kmある。モスクワ地下鉄には230駅と２つの閉鎖駅（カホーフスカヤ駅とデロヴォイ・ツェントル駅）があり、48駅が文化遺産、また40駅以上がランドマークとされている。モスクワ市の計画によると、2023年までにさらに55駅を建設することになっている。
多くの駅で社会主義リアリズムの様式に沿った豪華な装飾が施されていることでも知られており、他国の地下鉄とは対照的に美術館または宮殿のような雰囲気をもつことから、「地下宮殿」と呼ばれることもある。
今までに多くの駅名が変更されており、数回に亘って改名された駅もある。当初は、モスクワ地下鉄自体も、敷設に寄与したラーザリ・カガノーヴィチの名を冠していた。
モスクワ地下鉄は、12路線（全ての路線に番号がふられている）、総延長293.1kmで（2008年現在、軽地下鉄を含む）、一日あたりの平均利用者数は800万人程度となっている。5号線の環状線はおよそ20kmの環状路線で、カホーフスカヤ線（）とブートフスカヤ線（）を除く全ての路線と接続している。
放射線では、モスクワ中心部の駅に向かって運転する際、男声の案内放送が流れ、中心部から遠ざかる運転の際には、女性の声で案内放送が流れる。環状線では、右回りの運転で男声、左回りの運転で女声の案内放送が流れる。
駅の大多数は地下に存在するが、以下に例外を記す。フィリョーフスカヤ線（）には、ストゥジェンチェスカヤ駅からクンツェフスカヤ駅までの7駅に亘る長い地上区間がある。軽地下鉄のブートフスカヤ線（）は3分の2が地表を走り、ウーリツァ・スタロカチャロフスカヤ駅が唯一の地下駅である。地上区間があるのは、タガーンスコ＝クラスノプレースネンスカヤ線（、ヴィヒノ駅が地上駅）、アルバーツコ＝ポクローフスカヤ線（、イズマイロフスカヤ駅が地上駅）である。
また、モスクワ地下鉄には、地下鉄橋が存在する。ソコーリニチェスカヤ線（）のヤウザ川に架かる橋（サコーリニカフ地区）が1つある。モスクワ川には3つの橋が架かっている。具体的には、フィリョーフスカヤ線（、スマリェーンスカヤ〜キーエフスカヤ間の1937年に完成した最も古い地下鉄橋）とザモスクヴォレーツカヤ線（、アフトザヴォーツカヤ〜コロメンスカヤ間）、自動車道の下層部に位置するバラビヨーヴィ＝ゴールィ駅の地下鉄橋である（1958年完成。1983年から2002年まで架け替え工事のため閉鎖）。外部と遮断された地下鉄橋も3つあり、列車が橋を渡っていることに乗客が気づくことはない。カルーシュスコ＝リーシュスカヤ線（）のヤウザ川上、リュビリーンスコ＝ドミトロフスカヤ線（）のポナマルカ川上などがその種の橋として挙げられる。Серебрянкаのколлектор上を通るアルバーツコ＝ポクローフスカヤ線（）の陸橋区間も地下鉄橋に分類されよう。
モスクワ地下鉄の駅名は「-スカヤ」（-ская）で終わるものが多いが、これはロシア語の「駅」を表す単語には、ターミナル駅を表す вокзал（子音で終わる単語のため男性名詞）と通常の駅を表す станция（ а または я で終わる単語のため女性名詞）があり、地下鉄駅のような通常規模の駅は станция が使われるため、女性名詞を修飾する形容詞に -ская が付くためである。

## 歴史

### 未実現の計画

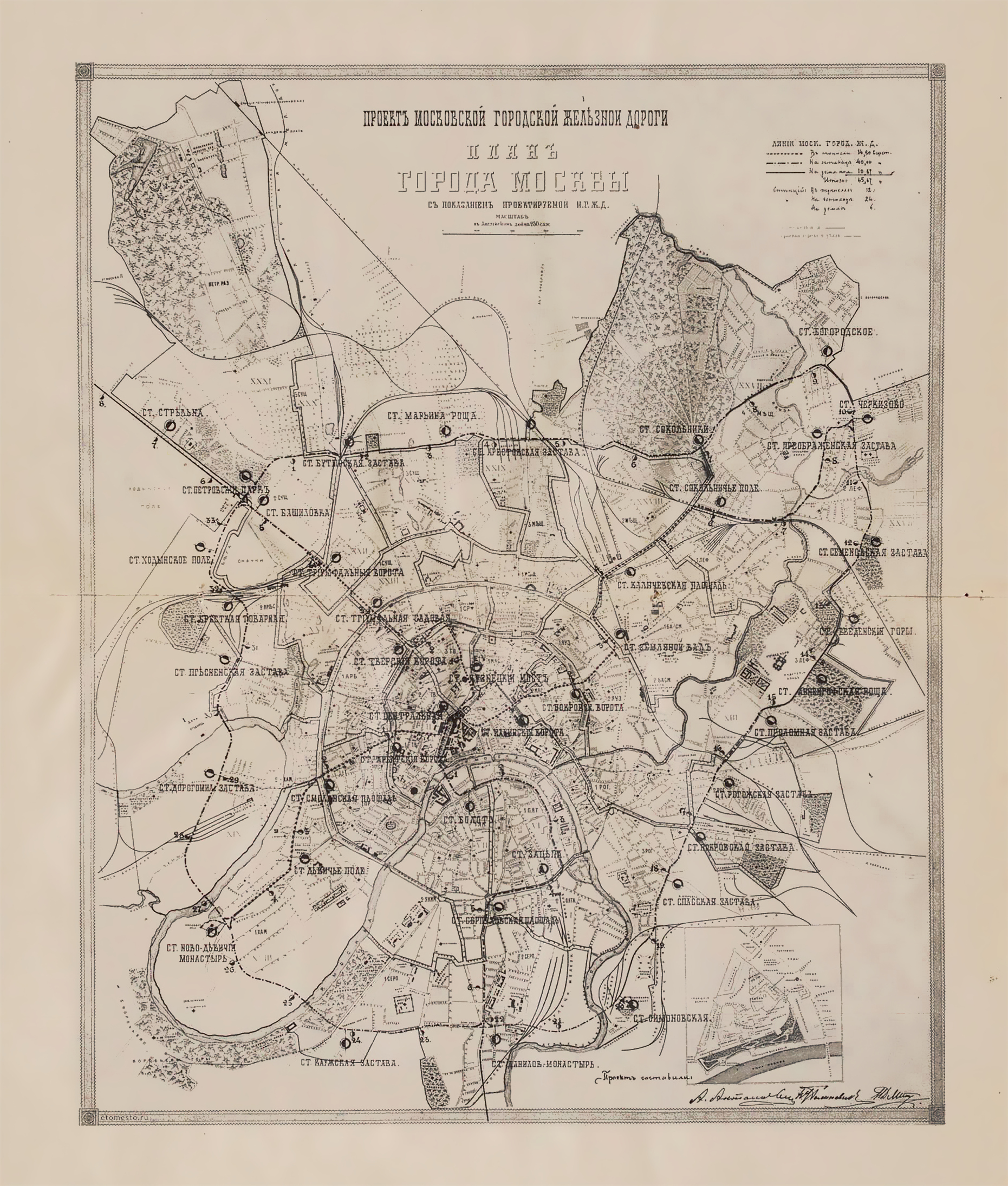
技師 A. I. アントーノヴィチ、N. I. ゴリネーヴィチ、N. P. ドミトリーエフ達による1902年のモスクワ都市鉄道計画

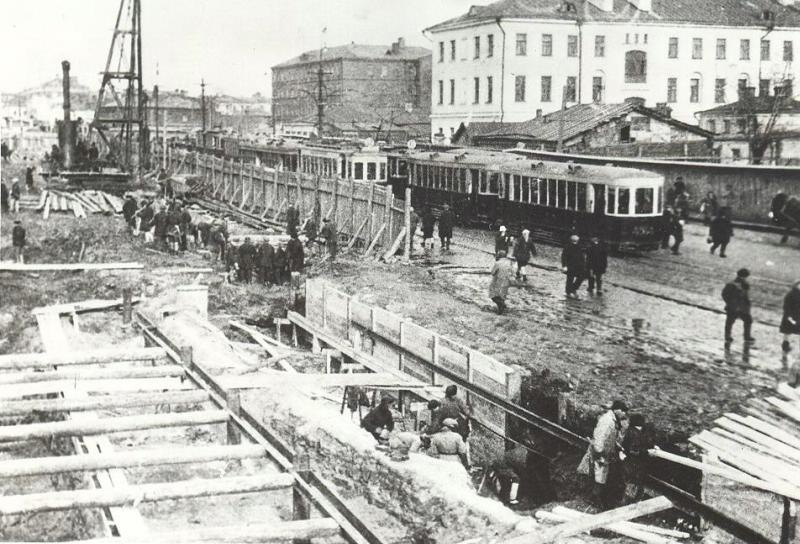
地下鉄第一路線の建設

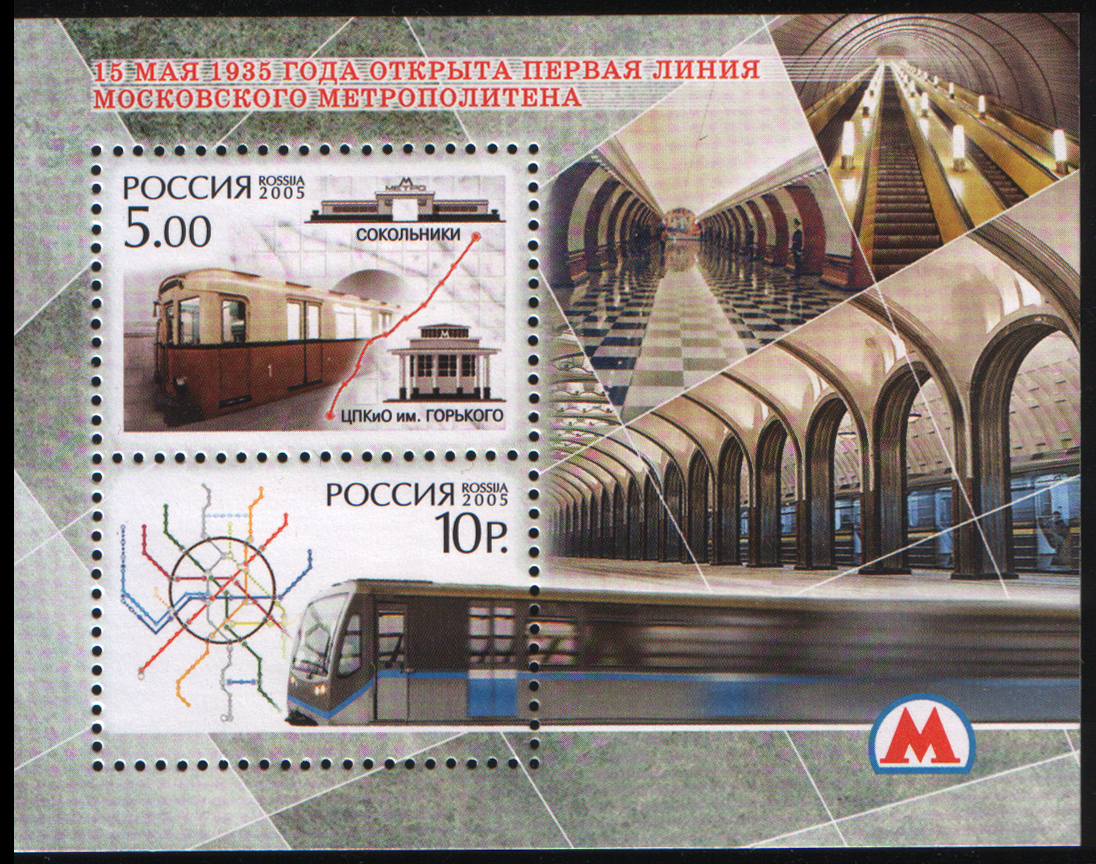
モスクワ地下鉄70周年記念のロシアの小型シート（2005年）

モスクワに地下鉄を建設する最初の計画は1875年に提案された。それはクールスカヤ駅からルビャンスカヤ広場とトルブナヤ広場を経てマリナ・ロシャに至る路線計画であった。しかし、計画は実現されなかった。
1902年に技師ピョートル・バリンスキーとエフゲーニー・クノーレはザモスクヴォレーチィ - トヴェルスカヤ間を地下鉄で結ぶ計画を提案した。しかし、市議会は「クノーレとバリンスキーの計画を拒否する･･･」とし、提案を却下した。市議会議員は地下鉄計画の不備を理由としたが、それに加えて当時から存在していたモスクワ市電の団体が計画破棄に影響した（モスクワ市電は当時、市の財政にかなりの収益をもたらしていた）。
同年、鉄道技師A. I. アントーノヴィチ、N. I. ゴリネヴィチ、N. P. ドミトリエフによってモスクワ市鉄道計画が立案された。クノーレとバリンスキーの計画とは異なり、この計画では都市中心部を走る地下線と郊外を走る地上線または高架線が提案された。カーメル・コレジュスキー・ヴァル道路に沿った1本の環状線とそれへの乗り換えを可能にする駅の建設が計画された。
1913年、モスクワ市政府は、タガンスク-トヴェリ線（トヴェルスカヤ・ザスタヴァからカリトニコフまで）、アルバーツコ-ミャニツカヤ線（カランチョフスカヤ広場からキエフスキー駅まで）と、ヴィンダフスコ-ザモスクヴォレーツカヤ線（ヴィンダフスキー駅からZILプラットフォームまで）の3つの放射状線地下鉄路線からなる独自の地下鉄建設計画を作成した。1914年-1920年に予定された建設計画は市議会によって承認された。1914年春、カリトニコフで最初の車庫の建設が開始された。用地が確保され建材も運び込まれたが、第一次世界大戦の勃発によって計画は頓挫した。しかし、1923年-1927年にかけて建設が続けられ、カリトニコフの車庫は完成し、第4オクチャーブリスカヤ車庫となった。
電気技師M.K.ポリバノフによって1916年に提案された詳細な計画もあった。その計画は3つの放射線状地下鉄のトンネルが主要路線に接続され、その郊外を走る路線は電化されるというものであった。
1923年、モスクワ地下鉄建設計画は外国企業であるシーメンスに発注された。80kmのトンネルと86駅の建設を含むシーメンスによる案は1925年に完成した。しかし、資金不足によりこの案は実現には至らなかった。1925年にミャニツキー放射状線の計画が立案されたが、これも同様に実現には至らなかった。

### 実現された計画

#### ソ連時代
1931年6月15日、ソビエト連邦共産党中央委員会で、モスクワ市党委員会の第一書記のラーザリ・カガノーヴィチによる報告の後、市内の交通状況を改善し、また、モスクワ市電への乗客の集中を緩和するためにモスクワ地下鉄を建設することが決定された。1931年11月に最初の試験区間の建設がルサコフスカヤ通りで開始された。計画立案中に、将来の地下鉄駅のプラットフォームを島式ホームにするか相対式ホームにするかの議論が起こったが、その結果、島式ホームを備えた3列アーチ式駅とすることが決定された。乗客の地上への移動のためにエスカレーターの設置が提案された。モスクワの技師ヴェニアミン・マコフスキーはモスクワの土壌の複雑な条件下では地下深くにトンネルを敷設する必要があり、またそれは可能であると述べた。
1933年に地下鉄第一期工事の計画が認可され、同年メトロストロイ社が主要な工事を開始した。第一期の路線の決定にあたり、まずモスクワ市電の乗客の動きを調べ、最も混雑するルートから建設することにした。
ソコリニキ駅 - コムソモーリスカヤ駅間、ビブリオチェーカ・イーミニ・レーニナ駅 - パールク・クリトゥールイ駅間は開盤工法で建設された。また、アレクサンドロフスキー庭園駅 - スモレンスカヤ駅間はトレンチカット工法で建設された。そして、オホートヌイ・リャート駅 - ジェルジンスカヤ広場駅間の地下深い区間ではイギリス式のシールド工法が採用された。建設作業には、欧米の専門の工事者や技師が招かれた。1935年2月15日、初の試験走行が行われた。
モスクワ地下鉄は1935年5月15日に開業した。最初の乗客となったのはクラスニープロレタリー工場の労働英雄であるピョートル・ニコラエヴィチ・ラティシエフであった。彼は1935年5月15日に開所したソコリニキ駅の発券所でA-1番の切符を購入した。プスコバヤ線は全長11.2kmで13の駅に12編成が運行された。第一期工事区間はソコリニキ駅 - パールク・クリトゥールイ駅間でスモレンスカヤ駅への支線を伴っていた。後にフィリョーフスカヤ線となったこの支線は、1937年にキエフスカヤ駅まで開通し、途中、モスクワ川を橋で渡った。独ソ戦の開戦までに、さらに2路線が開通した。1938年3月にアルバーツカヤ線がクールスカヤ駅まで延伸された（現在この区間はアルバーツコ＝ポクローフスカヤ線に属する）。1938年9月、ゴルコフスコ・ザモスクヴォレーツカヤ線が開通し、ソコル駅からスヴェルドロヴァ広場駅を結んだ。（1990年以降はチェアトラーリナヤ駅に改名。）
独ソ戦中には地下鉄は防空壕として使用され、空襲の間に合計217人の子供が地下で生まれた。
1941年10月15日、戦略的重要施設として破壊の準備のためモスクワ地下鉄を3時間に渡って閉鎖するという命令がラーザリ・カガノーヴィチによって出された。地下鉄を破壊し、残った車両と装備は撤去することが提案された。1941年10月16日「パニックの日」の朝に地下鉄は閉鎖された。これはモスクワ地下鉄史上唯一の運休であった。しかし夕方には地下鉄破壊命令は撤回された。

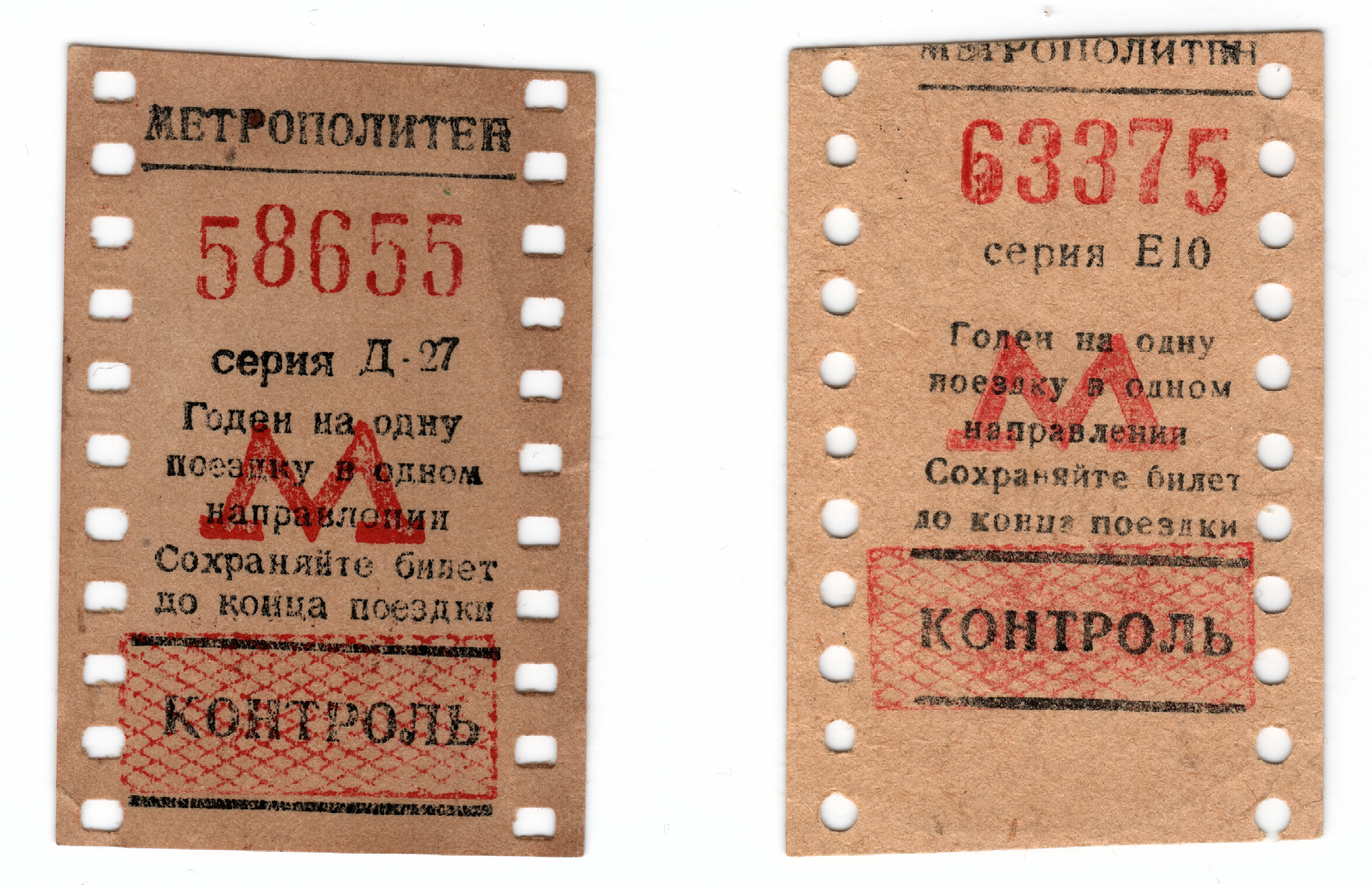
紙の切符（1940-1941）

モスクワ地下鉄の第三期工事は1940年に開始された。独ソ戦の開戦前のことであった。開戦後の数ヶ月間は建設工事が凍結されたが、モスクワ占領の脅威を脱した1942年5月には既に工事は再開していた。2つの支線が加わった。一つは1943年1月のスヴェルドフォヴァ広場駅 - スターリン工場駅（1956年にアフトザヴォーツカヤ駅に改名）間（モスクワ川を深いトンネルで交差するが、パヴェレツカヤ駅とノヴォクズネツカヤ駅がその後1943年11月に開業）で、もう一つは1944年1月のクールスカヤ駅 - イズマイロフスキー公園駅（2005年にパルチザンスカヤに改名）間であった（4駅）。戦時中に建てられた7つの駅には「独ソ戦中に建設された」という記念プレートがある。
戦後に第四期工事、つまり環状線とプローシャチ・レヴォリューツィ駅 - キエフスカヤ駅間のアルバート線の深部の建設が始まった。環状線は本来、サドーヴォエ環状道路の下に建設される予定であった。1区間目の部分のパールク・クリトゥールイ駅 - クールスカヤ駅（1950）間は、サドーヴォエ環状道路の真下に敷かれた。しかし後に北部を通る環状線はサドーヴォエ環状道路の外側に建設することが決定され、モスクワの9つあるターミナル駅のうち7つのターミナル駅への地下鉄からの接続が可能となった。1952年に環状線の2区間目の部分（クールスカヤ駅 - ベラルースカヤ駅間）が開通し、1954年には環状線が全線開通した。
1952年1月に計画事務所が設立されたが、1971年からはモスクワ地下鉄計画設計局となった。
アルバート線の深い区間の建設は冷戦の開始に関係していた。核戦争が発生した場合、地中深くに位置する駅はシェルターとして機能するはずであった。アルバート線は1953年に建設が完了した後に、上部にある路線（カリーニンスカヤ駅 - キエフスカヤ駅間）は閉鎖されたが、1958年にはフィリョーフスカヤ線の一部として再び使用されている。それまでは運転手が駅名を大声で言っていたが、1951年12月12日から地下鉄の駅名の放送が開始された。駅名の放送をする最初の電車はソコル駅からスヴェルドフォヴァ広場駅を通った。1953年2月から10月にかけて、環状線で初めて乗客向けの拡声器による車内放送の試験が行われた。1953年12月29日以降、環状線の全ての電車に乗客向けの拡声器による車内放送が導入された。1972年からは地下鉄の全路線に放送システムが導入された。1955年から、ソ連共産党中央委員会とソ連閣僚会議による決議「計画と建設における過剰の排除について」により、地下鉄開発の重点は駅の建設コストを抑えた上で建設を加速させることに置かれることとなった。各駅の建設には決められた一定の予算が割り振られ、その範囲内に抑える必要があった。駅の建設は高価な個々のプロジェクトから、より安価な規格建築プロジェクトに変わり始めた。古典的なスターリン様式で建設された最後の駅は、1957年5月1日にオープンしたフルンゼンスカヤ駅とスポルチーヴナヤ駅であった。 
1950年代の終わりから1960年代にかけて、環状線にだけ接続する放射状の路線の計画が発案された。そうして1958年にリーシスキー線が開通し、1962年にはカルーシュスカヤ線、1966年にはジュダーノフスカヤ線、1972年にはクラスノプレースネンスカヤ線が開通した。複数の放射状の路線が環状線の内部を通り接続され、1971年にカルーシュスコ＝リーシュスカヤ線、そして1975年にタガーンスコ＝クラスノプレースネンスカヤ線となった。
1970年代終盤から1990年代初めにカリーニンスカヤ線（1979年-1986年）とセルプホーフスコ＝チミリャーゼフスカヤ線が開通した。それらは環状線内の半径線が中心部を通過し新たな放射線状路線となるという計画で建設されたものであった。1980年代中期に、モスクワ環状道路の外側の住宅地と空港を通る高速の環状線との乗り換えのない路線の計画が浮上したが、地下鉄の資金不足によりこの計画は無期限に延期された。
ソビエト連邦の崩壊の前年（1990年）に、リュビリーンスカヤ線の建設が開始された。
地下鉄は組織的にソビエト連邦鉄道人民委員会（ソ連鉄道省）の一部であったため、地下鉄の全職員用に、ソビエト連邦鉄道人民委員会の一般職員の制服を使用することとなった。
1975年、モスクワ地下鉄は鉄道省の地下鉄総局に移管された。

#### ソ連崩壊後
1992年-1994年に、セルプホーフスコ＝チミリャーゼフスカヤ線の北部区間の完成により、ビビレヴォ駅 - アルトゥフィエヴォ駅間が開通した。1980年代半ばに計画が始まったリュビリーンスカヤ線は1995年に開通した。1990年代半ばに、モスクワにおいて「中量軌道輸送システム」、「モノレール」などの新たな高速輸送の開発計画が提案された。2000-2001年に、セルプホーフスコ＝チミリャーゼフスカヤ線の南の区間が完成し、ウーリツァ・アカデミカ・ヤンゲリャ駅 - アンニノ駅間が開通した。2002年の終わりに、終点駅のブリヴァール・ドミトリヤ・ドンスコヴォ駅まで開通した。これはモスクワ市内（セーヴェルノエブトフ地区）に位置しつつも、初めてモスクワ環状道路外にある駅であった。2003年に開通したブートフスカヤ線は完全にモスクワ環状道路外に位置していた。2004 年にモスクワモノレールが建設された。またミニメトロ計画がキエフスカヤ駅からビジネス街のモスクワシティ方面に向かう特別分岐線として実現された。通常の地下鉄線と比較して半径が小さく、起伏が急で、プラットフォームもより短くなるはずであった。しかし、その後ミニメトロ計画は中止となり、その結果、2005年にヴィスタヴォチナヤ駅とメジュドゥナロードナヤ駅の ２つの駅を持つ通常の分岐線が作られた。
2003年-2009年に、アルバーツコ＝ポクローフスカヤ線はキエフスカヤ駅からミチノ駅まで延伸され、フィリョーフスカヤ線の線区を組み入れた。この路線にはモスクワ州初の駅であり民間の資金で建設された初めての駅であるミャキニノ駅が建設された。2007年－2010年に、リュビリーンスコ＝ドミトロフスカヤ線が市内中心部を通り、マリイナ・ロシチャ駅まで延伸された。
2010年5月15日に モスクワ地下鉄は75周年を迎えた。それを記念し、全ての駅に記念プレートが設置され、それには駅の開業日と建築家の名前が刻まれていた。しかし、そのプレートには地下鉄の公式サイト上の記述との不一致があり、特に名称変更の日付での不一致が大部分であった。
1990年11月5日の名称変更が1991年に施行とされており、ヴォロビヨーヴイ・ゴールィ駅の名称変更の年は2002年とされている。（1999年が正しい。名称変更当時は改築のため閉鎖中であった。）また、サヴョロフスカヤ駅とオトラドノエ駅の区間に関しては、公式サイトには1991年3月1日と記載されているがプレートには3月7日とある。2011年12月に、リュビリーンスコ＝ドミトロフスカヤ線の南部分のマリイノ駅とジャブリコヴォ駅間が開通した。
2012年8月に環状線にカリーニンスカヤ線が加わった。ノヴォコシノ駅が開業しその出口のいくつかは部分的にモスクワ市郊外のレウトフに位置していた。同年12月に、アルマ・アチンスカヤ駅（ザモスクヴォレーツカヤ線）とピャトニツコエ・ショッセ駅（アルバーツコ＝ポクローフスカヤ線）が開業した。これらはどちらもそれぞれの路線の終点駅となった。2013年の11月に、タガーンスコ＝クラスノプレースネンスカヤ線が環状線の外側の地域にも延伸され、レールモントフスキー・プロスペクト駅とジュレビノ駅が開業した。
2014年1 月、ソンツェフスカヤ線のパールク・パベーディ駅 - デロヴォイ・ツェントル駅間が開通した。同年2月、ブートフスカヤ線はレソパルコヴァヤ駅 - ビツェフスキー公園駅間が開通したことにより、カルーシュスコ＝リーシュスカヤ線への乗り換えが可能になった。8月には、シチュキンスカヤ駅とトゥシンスカヤ駅の区間にスパルタク駅が開業したが、これは1970年代には建設されていたが、40年間放置されていた駅であった。12月にはトロパリョヴォ駅が開設され、ソコーリニチェスカヤ線の延伸の第1段階となった。

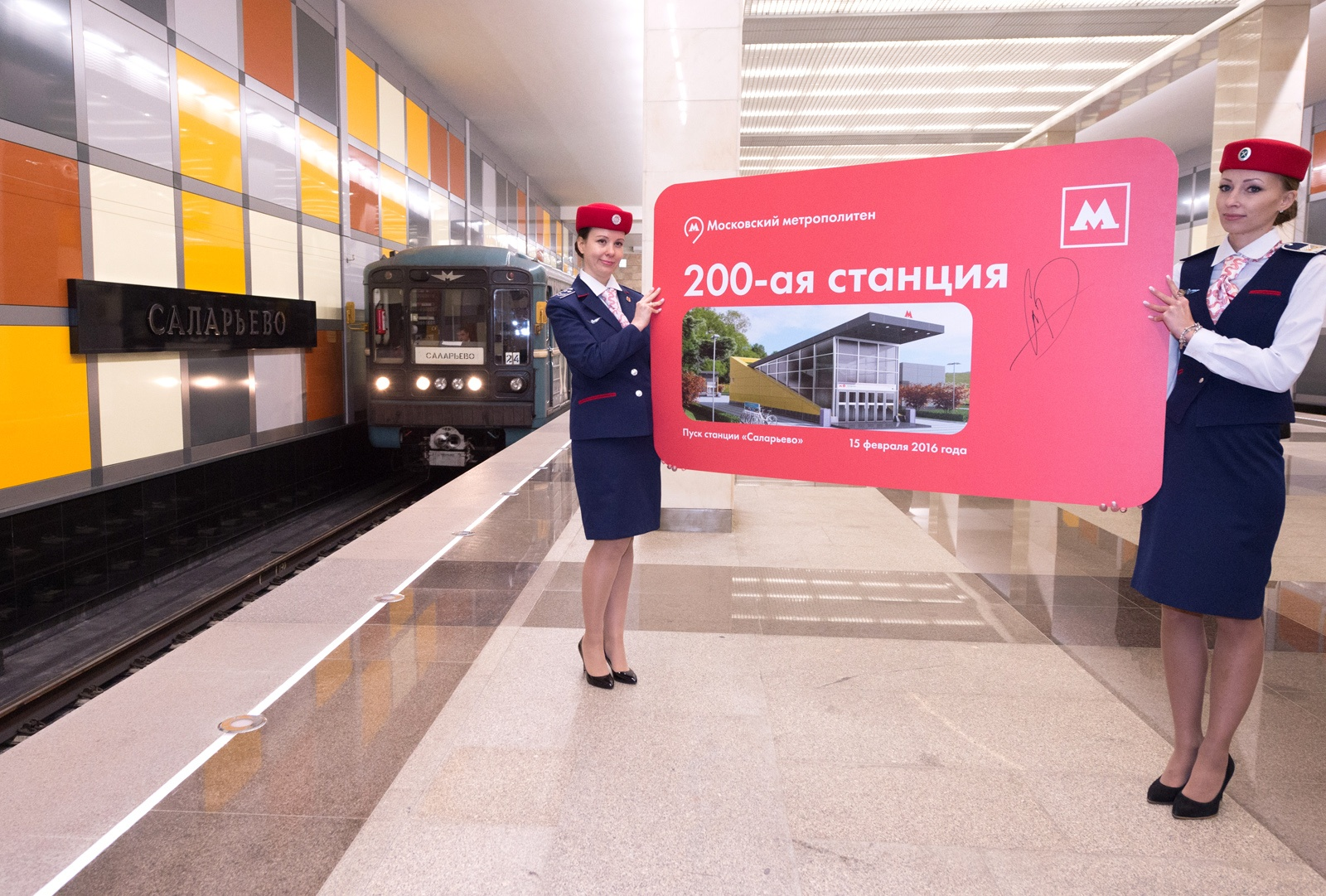
2016年2月に200番目の駅としてサラルィエヴォ駅が開業。

2015年9月に、同時に3市に出口を持つコテルニキ駅が開業した。12月にはアフトザヴォーツカヤ駅とコロメンスカヤ駅の間にテクノパーク駅が開業した。2016年1月に、ノーヴァヤ・モスクワ地区まで地下鉄が開通し、ソコーリニチェスカヤ線のルミャンツェヴォ駅が開業した。2月にその先にサラルィエヴォ駅が開通し、モスクワ地下鉄の200番目の駅になった。
2016年9月10日にモスクワ中央環状線に沿って旅客用交通が開業した。6日後に、リュビリーンスコ＝ドミトロフスカヤ線の北部放射線がマリイナ・ロシチャ駅からペトロフスコ・ラズモフスカヤ駅まで、その間のブッテルスカヤ駅とフォンヴィージンスカヤ駅とともに開通した。新たな区間の開通により、ペトロフスコ・ラズモフスカヤ駅での乗客の流れが変わり、その結果セルプホーフスコ＝チミリャーゼフスカヤ線の乗客数が減少した。
2017年3月、ソンツェフスカヤ線の 2番目の区間であるパールク・パベーディ駅 - ラメンキ駅間が、その間の2駅と共に開通した。12月にはザモスクヴォレーツカヤ線はレチノイ・ヴァクザール駅からホヴリノ駅まで北方に延伸された。ホヴリノ駅は元旦に利用する乗客のために開通された。この区間にはまた現在一時的に建設が中止になっている中間駅であるベロモルスカヤ駅がある。
2018年2月、大環状線の第一区間（北西部分）であるデロヴォイ・ツェントル駅から3駅を経てペトロフスキー・パールク駅までが開通した。これは将来の第2モスクワ環状地下鉄線である。3月には、北部放射状線のリュビリーンスコ＝ドミトロフスカヤ線がペトロフスコ・ラズモフスカヤ駅からセリゲルスカヤ駅までの3駅と共に開通した。8月下旬に、ソンツェフスカヤ線のラメンキ駅 - ラッスカゾフカ駅間の7駅が開通した。12月には新たにベロモルスカヤ駅がレチノイ・ヴァクザール駅 - ホヴリノ駅間に開業し、また大環状線北西部にペトロフスキー・パールク駅 - サヴョロフスカヤ駅の間に一駅加わった。
2019年6月上旬、新たなネクラソフスカヤ線の第一区間のコシノ駅からネクラソフカ駅までが開通した。同区間には4駅があり、区間の長さは6.9kmである。同６月末にはソコーリニチェスカヤ線のサラルィエヴォ駅からコムナルカ駅までが開通した。

## 名称
当初、地下鉄にはラーザリ・カガノーヴィチの名がつけられていたが、1955年11月29日からウラジーミル・レーニンの名を冠している。1990年代、2000年代にはその名を削除するという議論が公式に起こっていたわけではなかったが、一部の駅ではレーニンの名を使っていなかった。2014年、ロシア統一民主党ヤブロコのモスクワ支部がモスクワ地下鉄とその駅名からレーニンの名を削除する案を提議した。2016年に、地下鉄の経営陣は、再建中の全地下鉄駅の看板に「レーニン記念地下鉄」の文言を戻す意向を発表した。

## ロゴマーク
1935年の開業とともにロゴマークも発表された。 ロゴの「М」は「МЕТРО（地下鉄の意）」頭文字を取ったものである。このロゴの作成者についての明確な情報はないため、地下鉄駅の設計者であるサムイル・ミロノヴィチ・クラヴェツ、イワン・ゲオグリエヴィチ・タラノフ、ナデージダ・アレクサンドロヴナ・ブィーコワの3人ではないかとされている。
2013年までモスクワ地下鉄のブランドには統一されたコーポレートアイデンティティがなかったため、2013年までに、10種類以上のロゴマークが存在した。こうしたことから、2013年10月に、地下鉄のイメージ決定のためのコンテストが行われると発表があったが、その数時間後に中止となった。独自のデザインコンテスト組織の「DesignContest」により行われた同様のコンテストは首尾よく行ったが公式の反応は無かった。
2014年9月、アルチェーミー・レベデフスタジオは、モスクワ地下鉄の標準ロゴマークを発表した。それはこれまでの時代のロゴマークを基礎に統一のロゴマークへとしたものであった。文字のデザインはコンスタンチン・コノヴァロフによるものであった。彼はその1年前に地下鉄のロゴマークの標準化について公開討論を行った。ロゴは、モスクワ地下鉄の1つのブランドとなった。

## 路線図

1935年から2011年までのモスクワ地下鉄の建設

モスクワ地下鉄には車内、構内や改札広場で使用される公式路線図の他に、様々な用途で局外の製作者が作成する非公式の路線図も数多く存在する。モスクワ地下鉄の公式路線図のデザインは営業開始当時から現在に至るまでの間の様々な時代のデザインの傾向や流行に沿って何度も変更された。
最初の公式路線図は1935年に発行され、駅間距離と移動時間の情報が含まれていたが、後に発行された路線図ではそれらの情報は省かれた。分岐線のあるモスクワ地下鉄の最初の路線図は略図で表されており、路線別の色指定は無く、全てのトンネルは黒色で、全ての駅は赤色で表示されていた。
1958年までは、路線図は白黒であったが、1970年代まではモスクワの簡略地図に記載されていたため、駅の位置は以降の版より正確に理解できた。路線図に地図が常に書かれていたたわけではないが、駅は路線図に絵画調で表示されていた。路線のカラー指定が開始されて以降、色は一度も変更されていない。例外として、リーシュスカヤ線はカルーシュスカヤ線と接続した後に黄色からオレンジ色に変更された。この二路線は、本来は市の中心部に延伸される予定ではなく、それぞれ環状線を終着点にする予定であった。
1970年代に、路線図のデザインに抜本的な変更が加えられた。環状線は正円形になり、環状線外の放射状線と環状線内の直径線の路線はそれぞれ直線と破線として描かれた。1980年代には、環状線が楕円形である公式路線図が発行されたが、後に正円に戻すことが決定された。このようにして路線図のデザインは現代に至った。時代によって線の太さ、駅（円または刻み目）や乗換地点の表示法などが変わった。しかし重要な点は変わらなかった。それは円で表す環状線とそれを貫通する破線直線の放射状線である。公式の路線図に地理的描写を取り戻そうとする試みは何度かあったが、成功しなかった。それは、市内中心部の路線図には駅や乗換駅が多く、情報過多となり見づらくなったためである。その後、公式路線図上に地下鉄以外にモスクワの快速交通網（モスクワモノレール、アエロエクスプレスと空港バス、モスクワ中央環状線）の表示が加わった。モスクワ中央環状線は環状線と同様、路線の実際の形とは異なる正円で描かれている。2013年以降は、モスクワ運輸省は公式路線図の作成と更新を、モスクワ市民のインターネット投票によるコンテストで勝者となったアルチェーミー・レベデフスタジオのスタジオに依頼している。

## 地下鉄の利用

### 規則
モスクワ地下鉄の利用法の規則は2008年10月16日のモスクワ市条例844条により制定されており、その概要はモスクワ地下鉄の公式サイトに転載されている。規則の違反には行政上の責任が問われる。

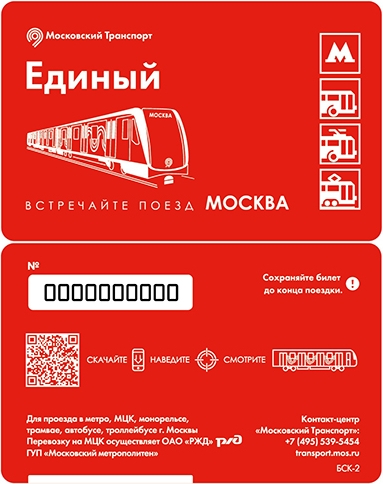
最新のモスクワ地下鉄の定期券

### 運賃の支払い

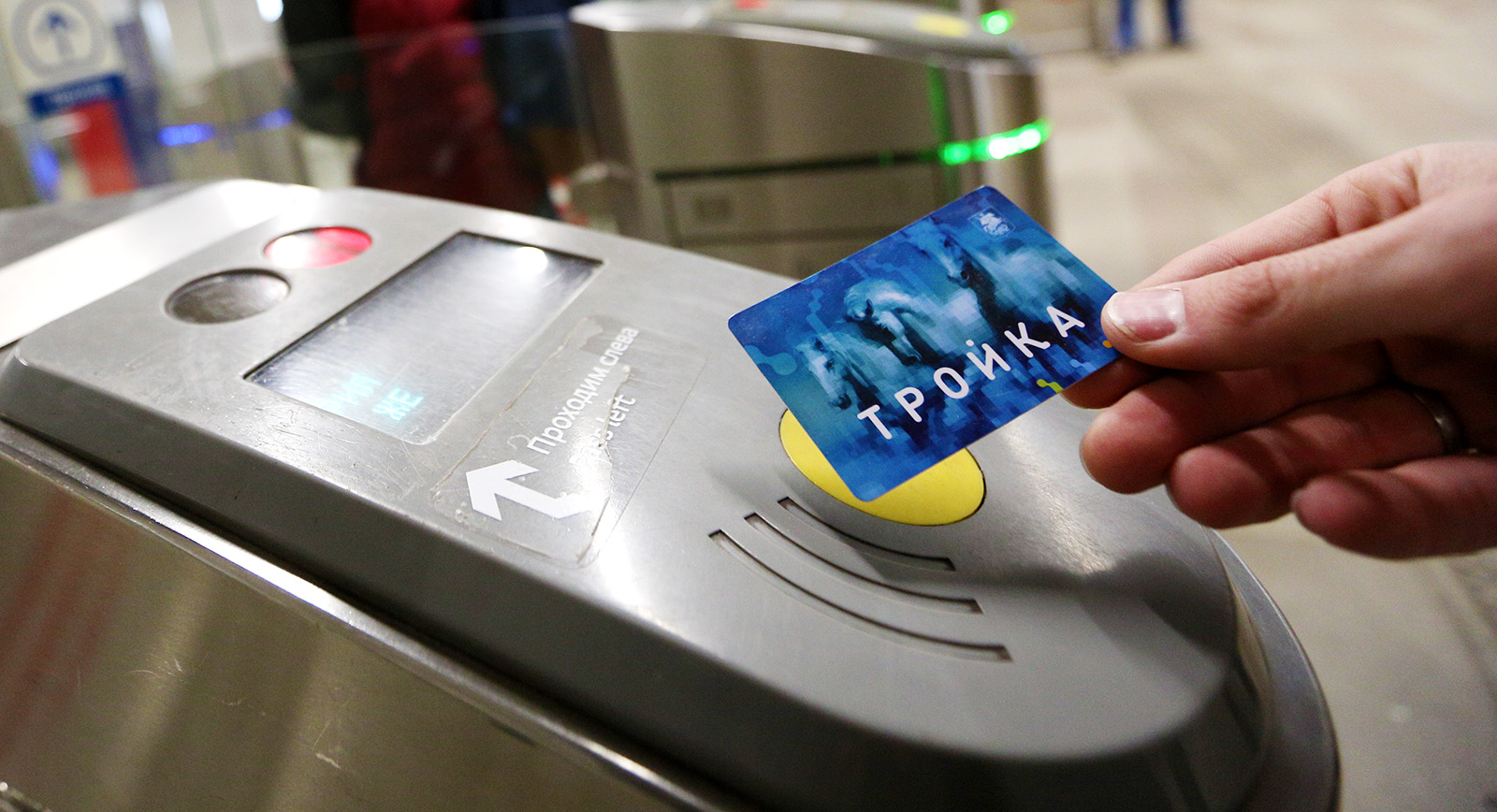
トロイカカードと回転式改札機

運賃の支払いには紙製もしくはプラスチック製のICカード、乗車券機能を搭載しタッチ決済に対応したキャッシュカード（Apple Pay、Samsung Payも含む）を用い、駅への入場は自動改札機によって管理される。近年、モスクワ地下鉄での運賃支払いのためにシリコン製、後には革製のブレスレットとセラミックス製の指輪が登場した。均一運賃制であることから基本的に自動改札機は入場用のみ設けられているが（使用済みの紙製ICカードは出場時、改札脇のゴミ箱に捨てることが多い）、入退場の両方に使える可逆改札口が設置されている駅もある。古い型であるAKP-74（ロシア語: АКП-74）とAKP-74M（ロシア語: АКП-74М）型の改札口では無賃乗車目的の入場をしようとするとオギンスキ・ポロネーズの冒頭のメロディーが鳴るようになっていた。
かつては改札係が検札する紙の切符、硬貨を投入する改札口、ジェトンや磁気ストライプカードを使う改札口も使われていた。ソ連時代に広く用いられた硬貨を投入する改札口では、運賃に相当する5コペイカ硬貨を自動改札機に投入することで通過できたが、ペレストロイカ以降、1990年代の急速なインフレによる頻回な運賃改定に対応できず廃止され、プラスチック製の専用コインであるジェトンを使用する方式に変更された。しかしジェトンの偽造が多発したため、1996年より磁気券とICカードを併用する方式に変更された。その後、モスクワ市が1999年に学生割引運賃制度を開始するのに合わせて個人情報や銀行口座と紐づけ可能なICカードの普及が進められ、自動改札機における磁気券の処理能力の低さやメンテナンスの煩雑さ、磁気券の偽造が問題視されたことから2007年より全ての乗車券類がICカード化された。
最新の運賃支払い法として、銀行の「交通用」タッチ式ICキャッシュカードが導入された。2013年2月1日に地下鉄と地上線の両方で使える共通チケットが導入され、2013年4月2日にはICカードのトロイカ（一回の利用で通常のチケットでの1-2回の利用よりも低額となる）と90分間有効チケットが導入された。2019年7月現在の運賃は55ルーブルであるが、トロイカカードの利用で38ルーブル、銀行キャッシュカード又はApple PayやSamsung Payの利用で40ルーブルとなる。無賃乗車防止のために、原則として改札線の後方に警察官、地下鉄保安部、モスクワ公共交通公社の輸送管理者の改札係が常駐し、罰金徴取と違法利用の場合の優待チケット没収の権利を警察と同様に持つ。2019年2月初めに、モスクワの地下鉄で、「区間別チケット」の技術的導入を可能にする新たな運賃システムが開発中であるとの情報が確認されたが、モスクワ市は、乗車距離により区分される新たな料金システムの導入は当分のところはないと強調した。
2022年、ロシアのウクライナへ侵攻に対する経済制裁がロシアの一部銀行などに対して課されたことから、同年2月よりアップル・ペイ、グーグル・ペイを使用した入場ができなくなった。

### 運行時間
- モスクワ地下鉄は、23:10に閉まるカシールスカヤ駅 - ワルシャフスカヤ駅間と、フィリョーフスカヤ線の隔週の週末に閉まるキエフスカヤ駅 - クンツェフスカヤ駅間を除いて、5:30から1:00まで運行している。2015年までは駅員の夜間配置所や車庫からの配車所に近接する駅は5:20に開いていた。数多くはないが入口が2か所以上ある駅では常時開いているのは1か所で、その他の入口は短縮スケジュールに則って開閉している。2019年9月8日以降、5:00に券売所が開く駅もある。
- 1:00ちょうどに入口と乗換えのためのエスカレーターが停止し出口だけが開いている状態になる。1:03には始発の駅から最後の列車が出発する（ピャトニツコエ・ショッセ駅からは1:04、アレクサンドロフスキー庭園駅からメジュドゥナロードナヤ駅1:08、デロヴォイ・ツェントル駅からは1:15発）。駅構内に入りはしたが乗り遅れた利用者には中心部から郊外へ帰る機会はまだある。1:20から1:40の間に市街地の駅から郊外行きの放射状路線の最終電車（1:20から1:40）である。
- 祭日（新年、クリスマス、パスハと年によっては戦勝記念日 (5月9日)、モスクワの日（ロシア語版、英語版）)には、2000年代半ばにモスクワ地下鉄の営業時間延長についての決定がなされた（原則として2：00）。2016年12月31日から、大晦日の夜とモスクワの日の日曜にかかる土曜の夜の夜間運航停止が撤廃された。また2018 FIFAワールドカップのナイトゲーム（21：00開始）の日には地下鉄とモスクワ中央環状線の営業は3：00まで延長された。
- 平均運行間隔（一台の出発から次の出発までの）は2.5分である。ラッシュアワーの最短間隔は90秒で、最長間隔は10分を越えることもある（例えば週末の夜、車両トラブルの発生時、想定外の状況、事故等の場合）。乗降客の少ない線では間隔は4-5分である。ヴィスタヴォチナヤ駅とメジュドゥナロードナヤ駅間ではラッシュアワーでも5，6分に一本の間隔である。
- 定時運行率は99.944%である。

### モバイル通信とインターネット

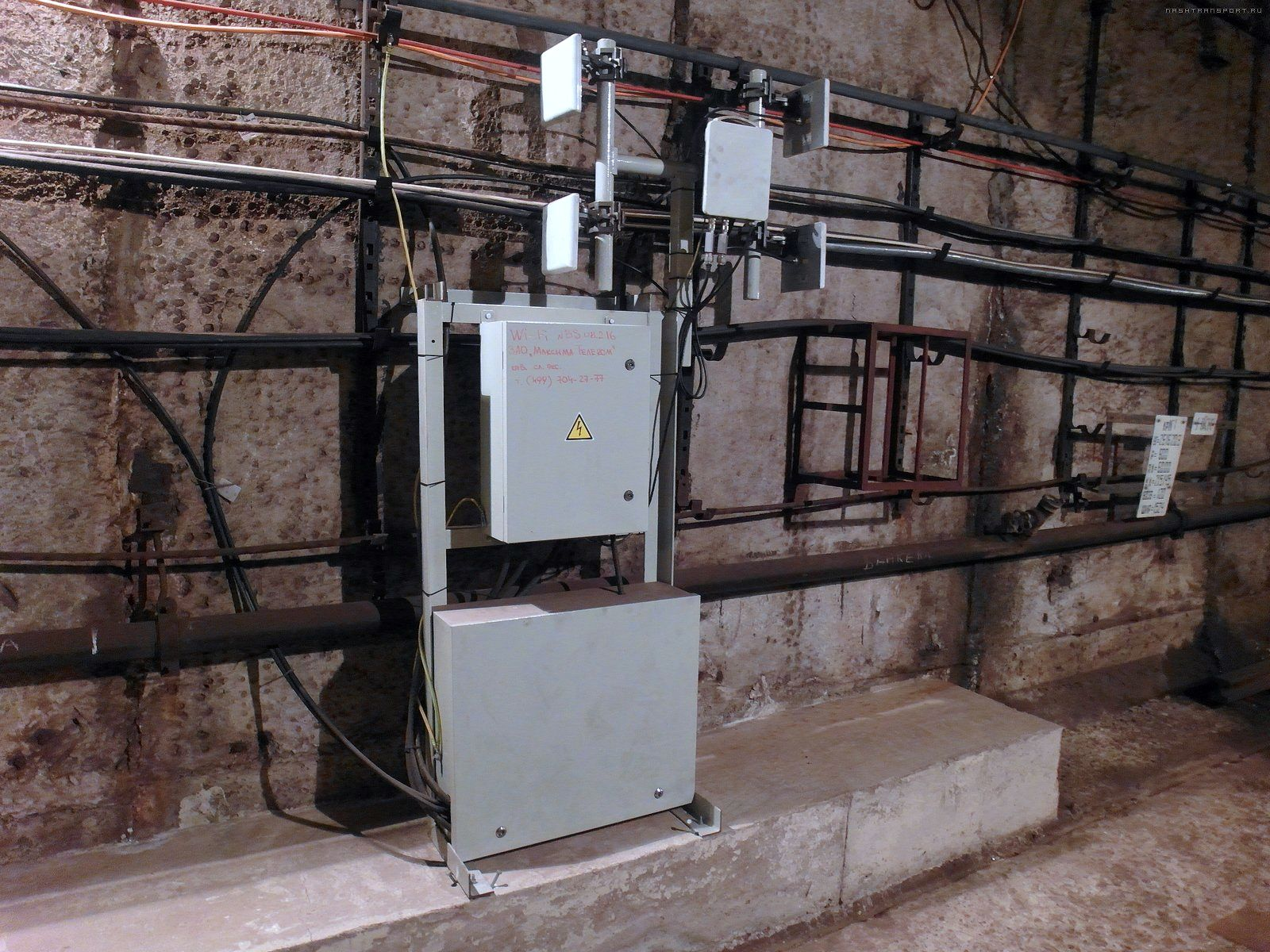
地下鉄トンネル内のマクシマ・テレコム社のWi-Fiアンテナ

モバイル通信のネットワークはモスクワ地下鉄の大部分を網羅している。また多くの通路やエスカレーターと区間も接続が保証されている。しかし接続の有無と信号のレベルは各駅（区間）又は携帯会社によって大きく異なる。環状線の全区間では間断の無い通信が保証されている。
2007年3月よりモスクワ地下鉄の3カ所の駅（オホートヌイ・リャート駅、チェアトラーリナヤ駅とプローシャチ・レヴォリューツィ駅）でコムスタル-OTSがインターネットへのワイヤレス通信サービスを有料で行っている。2012年に三大通信会社によって、地下鉄にWi-Fiの機器を設置する試みが行われた。環状線の区間ではモバイル・テレシステムズの光ケーブルが敷かれ、セルプホーフスコ＝チミリャーゼフスカヤ線のメンデレーエフスカヤ駅 - ボロヴィツカヤ駅間はメガフォン社が、さらにソコーリニチェスカヤ線の2台の車両ではビライン社のWi-Fiサービスの試験運用が行われた。
その結果、全三社は財政的に採算が合わないプロジェクトであるとして、地下鉄全体へのサービス供給の競争への参加を辞退した。メガフォン社が、さらにソコーリニチェスカヤ線2台の車両ではビラインのWi-Fiサービスの試験運用が行われた。
その結果、全三社は財政的に採算が合わないプロジェクトであるとして、地下鉄全体へのサービス供給の競争への参加を辞退した。
地下鉄全線へWi-Fiサービスを供給することに同意したのはマクシマ・テレコムで、共同実施者としてエンビジョングループが名乗りを上げた。Wi-Fiはカホーフスカヤ線で2013年9月にサービス開始となり、環状線は12月であった。2014年中に残りの地下鉄全線にサービスが開始された。カリーニンスコ＝ソンツェフスカヤ線（2月）、ソコーリニチェスカヤ線（3月）、リュビリーンスコ＝ドミトロフスカヤ線（7月）、ザモスクヴォレーツカヤ線（8月）、カルーシュスコ＝リーシュスカヤ線（10月）、タガーンスコ＝クラスノプレースネンスカヤ線（10月）、ブートフスカヤ線とセルプホーフスコ＝チミリャーゼフスカヤ線（11月）、アルバーツコ＝ポクローフスカヤ線とフィリョーフスカヤ線（12月）である。また、これ以降に新しく開業した駅でのWi-Fi導入は数か月から1年の大幅な遅れをとっている。サービスは無料で車両内のみで提供されるが、駅構内の改札広場へのWi-Fiスポットの設置は予定されていない。現在、2018～19年に開通した数カ所を除いた全ての区間と、レトロ車両「ソコリニキ号」を除く全ての電車内で無料（いかなる広告ブロックも禁止するという合意の条件下において）のWi-Fiが提供されている。2015年、マクシマ・テレコムはAura Placeと名付けられた新たな指向性広告のサービスを開始した。当サービスでは、駅や路線、時間帯、想定される利用者の職場や居住地によって、ある一定の利用者だけに広告を見せることができる。

## 車両
モスクワ地下鉄は、ロシアの通常の鉄道と同じ1520㎜軌間を使用している。電力送信には第三軌条方式を使用し、825Vの平常電力を送電する（変電所の母線では最大975V、車両の集電装置では最低550V）。典型的なトンネルは、単線で断面は円状で内部直径が5.1m（第一期工事では5.5m）、または長方形で内部が4.16ｘ4.4mである。列車の平均速度は時速46～72km/hである。

### 車両
モスクワ地下鉄の保有全車両の基本は第三軌条から電力を受け取る電車である。車両の大部分が旅客用であるが、業務用に改造された業務車両もある。地下鉄では列車番号ではなく車両ごとの番号が付けられており、車両の型が車体に書かれることはない。
地下鉄の全保有車両は戦利品であるドイツ製車両Ｖ型を除いては3つの国内製造業者が製造している。それらは株式会社メトロワゴンマッシュのムィティシ機械製造工場（当社の車両製造部門は地下鉄創業当時から納入しており、Em-508/509/508T, 81-720.1/721.1 と 81-580を除いて下記に記す全ての型の車両を製造した）、エゴーロフ記念LVZ、現在の有限会社ワゴンマシュ社（Em-508/509, Em-508T, 81-720.1/721.1, 81-580 と 81-717/714の一部を納入したが、1995年に納入停止）。2010年以降、モスクワ地下鉄に81-717/714型の車両を納入しているのはオクチャーブリスキー電車修理工場で、その価格は一台につき平均1900万から2500万ルーブルである。2018年に調停裁判所でモスクワ地下鉄の幹部は、これらの車両は製造業者に1台につき5700万から6400万ルーブルで購入したと主張したが、裁判所はこの発言を疑わしいとして退けた。2016年からモスクワ地下鉄は株式会社メトロワゴンマシュ社から革新的車両モスクワ号を1台6500万ルーブルで購入した。この車両の運用期間は30年以上を予定している。
モスクワ地下鉄では5世代にわたる車両を使用しているが、現在、保有車両の更新は活発に行われている。特に、最古の世代の車両や運用期限を過ぎたものを引退させ、次に古い車両は徹底的な復元修理を行い、さらに新たな車両の購入も集中的に進めている。ここ10年間で、フィリョーフスカヤ線、アルバーツコ＝ポクローフスカヤ線、環状線、セルプホーフスコ＝チミリャーゼフスカヤ線の全路線における全保有車両の更新が完了した。2020年までには現在最も古い車両を保有するタガーンスコ＝クラスノプレースネンスカヤ線の保有車両の完全入れ替えが予定されている。2021年までには、経年の81-717/714型が走るカルーシュスコ＝リーシュスカヤ線の保有車両の完全入れ替えが予定されている。車両の全保有台数は4535台で、3557台が運用中である（一日平均数）。

#### 試作車両及び引退済みの電車
| シリーズ                     | 型                           | 外観 | 製造年                             | 運用年    | 車両数                                  | 座席数 | 説明 |
| ---------------------------- | ---------------------------- | ---- | ---------------------------------- | --------- | --------------------------------------- | ------ | --- |
| A形 / B形                    | A形(Am)                      |      | 1934—1937                          | 1935—1975 | 55 編成                                 | 52     | 制御電動車（0番台）と制御車（1000番台）の2両編成。制御電動車の1, 21と制御車の1031の3両がモスクワ地下鉄で、また廃車後バクー地下鉄の開業用に事業用車として譲渡された制御車トップナンバーの1001が原型に復元され動態保存されている。.                                                                                         |
| A形 / B形                    | B形(Bm)                      |      | 1937—1939                          | 1937—1975 | 81 編成                                 | 52     | A型車両のマイナーチェンジ型。主な変化としてはドアシステムの安全装置の追加が挙げられる。完全な形での保存車両は存在しない。 |
| V形                          | V-1, V-4 4ドア               |      | 1926—1927 1946年にモスクワ地下鉄へ | 1947—1968 | 4                                       | 44     | 戦利品のベルリン地下鉄のC-1, C-2とC-3型を改造したもの。V-2とV-3型車両は制御電動車として、V-1（以前のC1）は制御車として使われた。V-1の一部は電装化の際V-4型に改番された。 構成は 2×V2+V1(V4)+3×V2 と 2×V3+2×V1(V4)+2×V3. であった。 V-2とV-3は同じ編成で使用されなかった。V4-158V は台車なしの車体の姿で保存されていない。 |
| V形                          | V-1, V-4 3ドア               |      | 1926—1927 1946年にモスクワ地下鉄へ | 1947—1968 | 20                                      | 44/52  | 戦利品のベルリン地下鉄のC-1, C-2とC-3型を改造したもの。V-2とV-3型車両は制御電動車として、V-1（以前のC1）は制御車として使われた。V-1の一部は電装化の際V-4型に改番された。 構成は 2×V2+V1(V4)+3×V2 と 2×V3+2×V1(V4)+2×V3. であった。 V-2とV-3は同じ編成で使用されなかった。V4-158V は台車なしの車体の姿で保存されていない。 |
| V形                          | V-2                          |      | 1929—1930 1946年にモスクワ地下鉄へ | 1947—1965 | 59                                      | 44     | 戦利品のベルリン地下鉄のC-1, C-2とC-3型を改造したもの。V-2とV-3型車両は制御電動車として、V-1（以前のC1）は制御車として使われた。V-1の一部は電装化の際V-4型に改番された。 構成は 2×V2+V1(V4)+3×V2 と 2×V3+2×V1(V4)+2×V3. であった。 V-2とV-3は同じ編成で使用されなかった。V4-158V は台車なしの車体の姿で保存されていない。 |
| V形                          | V-3                          |      | 1929—1930 1946年にモスクワ地下鉄へ | 1947—1958 | 27                                      | 44     | 戦利品のベルリン地下鉄のC-1, C-2とC-3型を改造したもの。V-2とV-3型車両は制御電動車として、V-1（以前のC1）は制御車として使われた。V-1の一部は電装化の際V-4型に改番された。 構成は 2×V2+V1(V4)+3×V2 と 2×V3+2×V1(V4)+2×V3. であった。 V-2とV-3は同じ編成で使用されなかった。V4-158V は台車なしの車体の姿で保存されていない。 |
| G形 / D形                    | G (81-701)                   |      | 1939—1940 1947—1955                | 1941—1983 | 385                                     | 52     | この型以降から全電動車方式を採用した。B型に比べて車体は軽量化され外観も大幅に変更された。モスクワ地下鉄で№530が動態保存されている。 |
| G形 / D形                    | D (81-702) M5, UM5 (81-700)  |      | 1949—1963                          | 1956—199  | 489                                     | 44     | G型の改良型。車体は軽量化され、座席配置も変更され、床下機器も改良された。1949年に製造された最初の6両はM5（UM5）型として登場したのち、D形に編入された。UM5として製造された № 806 と 当初からD型として製造された № 2037の2両がモスクワ地下鉄で動態保存されている。                                                          |
| E形                          | R (81-703)                   |      | 1959—1969                          | 1960—2008 | 596                                     | 40     | ビードが入った車体を採用し、ドアと座席配置はD型から変更された。Ezh/Em型とその派生型と混成編成を組んでいた。モスクワ地下鉄では№ 3605が動態保存されている。 |
| E形                          | Em-508/Em-509 (81-508/509)   |      | 1970—1973                          | 1970—2010 | 171 Em508 62 Em509                      | 42     | E型をベースに,床下機器を変更し、ドアおよび座席の配置はD型と同じものに戻された。Em-509 は先頭車両、Em-508は中間車両として使われた。№ 3941が動態保存されている |
| E形                          | Ezh (81-707), Ezh-1 (81-708) |      | 1970—1973                          | 1970—2010 | 315                                     | 42     | 外観はEm型とほぼ同型。E型とEm型と編成された。№ 5170が動態保存されている。 |
| I形                          | I-1型 (81-715.1/716.1)       |      | 1974                               | —         | 2 制御車 1 電動車 （1 編成)）/small>    | 40/44  | 次世代のアルミ合金車体の試験車両としてまず中間車両が登場し、それぞれ内外装の異なる3編成が製造された。 81-715は先頭車両、716は中間車両である。81-715.2 編成のうち先頭車1両（№ 10004）が保存されている。 |
| I形                          | I-2形 (81-715.2/716.2)       |      | 1980—1981                          | —         | 3 制御車 4 電動車 （1 編成 + 1 制御車） | 40/44  | 次世代のアルミ合金車体の試験車両としてまず中間車両が登場し、それぞれ内外装の異なる3編成が製造された。 81-715は先頭車両、716は中間車両である。81-715.2 編成のうち先頭車1両（№ 10004）が保存されている。 |
| I形                          | I-3形 (81-715.3/716.3)       |      | 1985                               | —         | 4 制御車 4 電動車 （2 編成）            | 40/44  | 次世代のアルミ合金車体の試験車両としてまず中間車両が登場し、それぞれ内外装の異なる3編成が製造された。 81-715は先頭車両、716は中間車両である。81-715.2 編成のうち先頭車1両（№ 10004）が保存されている。 |
| 81-720.1/721.1 LVZによる製造 | 81-720.1/721.1               |      | 1990                               | —         | 1 制御車                                | 40/44  | 車両81-550/551/552の試作型である。試験的先頭車両81-720.1の1両が発表され、3 両の探傷器車 81-717/714が製造された。81-717/714を基に、より長い客室と非同期ギアを持つ。2009年9月より運用。 |
| 81-720/721形 "ヤウザ"        | 81-720/721 "ヤウザ"          |      | 1991—2002                          | 1998—2019 | 18 制御車 42 電動車 （9 編成）          | 36/36  | 81-720は先頭車両、721は中間車両。I型車両の最新版でステンレスの車体を持つ。基本型の車両はコレクターエンジンで、派生車両Aと.1は非同期である。派生A型の試験車両は現在廃車となっている。 |
| 81-720/721形 "ヤウザ"        | 81-720A/721A "ヤウザ"        |      | 2000                               | —         | 2 制御車 1 電動車                       | 36/36  | 81-720は先頭車両、721は中間車両。I型車両の最新版でステンレスの車体を持つ。基本型の車両はコレクターエンジンで、派生車両Aと.1は非同期である。派生A型の試験車両は現在廃車となっている。 |
| 81-720/721形 "ヤウザ"        | 81-720.1/721.1 "ヤウザ"      |      | 2004                               | 2005—2019 | 8 制御車 20 電動車 （4 編成）           | 36/36  | 81-720は先頭車両、721は中間車両。I型車両の最新版でステンレスの車体を持つ。基本型の車両はコレクターエンジンで、派生車両Aと.1は非同期である。派生A型の試験車両は現在廃車となっている。 |

#### 現行車両
| シリーズ                    | 型                                  | 外観 | 製造年           | 運用年 | 運用路線 | 車両数                                                              | 座席数                      | 説明 |
| --------------------------- | ----------------------------------- | ---- | ---------------- | ------ | --- | ------------------------------------------------------------------- | --------------------------- | --- |
| E形                         | Ezh3形、Ezh6形、Em508T形            |      | 1973—1979        | 1973   | #7 タガーンスコ＝クラスノプレースネンスカヤ線                                                                                            | 207 Ezh-3 10 Ezh-6 410 Em-508T                                      | 42                          | Ezh/Em形の改良版。Ezh-3は先頭車両、中間車両として使われEm-508T形は中間車両として使われている。 Ezh-6形はEzh-3形と大きく違わず、客車編成においては中間車両として使われた。中間車両の客室は最新化の際に廃車となり、白熱灯電球は蛍光灯に変更された。                |
| 81-717/714形                | 81-717/714形                        |      | 1976—1988        | 1978-  | #2 ザモスクヴォレーツカヤ線 · #6 カルーシュスコ＝リーシュスカヤ線                                                                        | 414 制御車 1055 電動車                                              | 42/48 又は 40/44            | 車両81-717型は先頭車両で714型は中間車両。非公式ニックネームは「番号付き」（文字の名称が付いていないため）で、最初の量産型車両の型は端面ドアの無い客室と客室無しの中間車両をもつ。変形.5と.5Мはより新型の電気機器の使用によって異なっている。                     |
| 81-717/714形                | 81-717.5/714.5形                    |      | 1987—1995        | 1987   | #2 ザモスクヴォレーツカヤ線 · #6 カルーシュスコ＝リーシュスカヤ線 · #10 リュビリーンスコ＝ドミトロフスカヤ線                             | 199 制御車 552 電動車                                               | 42/48 又は 40/44            | 車両81-717型は先頭車両で714型は中間車両。非公式ニックネームは「番号付き」（文字の名称が付いていないため）で、最初の量産型車両の型は端面ドアの無い客室と客室無しの中間車両をもつ。変形.5と.5Мはより新型の電気機器の使用によって異なっている。                     |
| 81-717/714形                | 81-717.5M/714.5M                    |      | 1993—2010        | 1993-  | #1 ソコーリニチェスカヤ線 · #2 ザモスクヴォレーツカヤ線 · #6 カルーシュスコ＝リーシュスカヤ線 · #10 リュビリーンスコ＝ドミトロフスカヤ線 | 284 制御車 816 電動車                                               | 42/48 又は 40/44            | 車両81-717型は先頭車両で714型は中間車両。非公式ニックネームは「番号付き」（文字の名称が付いていないため）で、最初の量産型車両の型は端面ドアの無い客室と客室無しの中間車両をもつ。変形.5と.5Мはより新型の電気機器の使用によって異なっている。                     |
| 81-717/714形                | 81-717.5A/714.5A                    |      | 2010             | 2010-  | #1 ソコーリニチェスカヤ線 | 2 制御車 5 電動車 （1 編成）                                        | 42/48                       | 旧式復元型の81-717/714.5MはA形車両を基にデザインされたサロン付き客室をもつ。 |
| 81-717/714形                | 81-717.6/714.6形（.6К）             |      | 2007, 2009, 2011 | 2009-  | #10 リュビリーンスコ＝ドミトロフスカヤ線                                                                                                 | 2 制御車 6 電動車 （1 編成 .6K） 22 制御車 66 電動車 （11 編成 .6） | 40/44                       | 81-717/714形の派生で運転席とサロン付きである。対流式排風換気扇は自動式になり、ドアは電気制御式になった。81-717.5M/714.5M形から改良された最初の.6K形の編成は現在使われていない。                                                                                  |
| 81-740/741形 "ルシッチ"     | 81-740/741形 "ルシッチ"             |      | 2002—2004        | 2003-  | #12 ブートフスカヤ線 | 29 制御車 14 電動車 （14 編成 + 制御車）                            | 24+30 / 30+30               | 81-740形は先頭車両で741型は中間車両である。地下鉄の中で唯一、小半径曲線の軽地下鉄のための2部式3先導車で非標準サイズ車両を連結した型である。 .1 の派生車両は基本型とは機材（ロシア製摩擦駆動）が異なり、 .4形はドア数が増え（一両につき2から3に）空調付きである。 |
| 81-740/741形 "ルシッチ"     | 81-740.1/741.1 "ルシッチ"           |      | 2004—2009        | 2005-  | #3 アルバーツコ＝ポクローフスカヤ線 · #12 ブートフスカヤ線                                                                               | 160 制御車 220 電動車 （80 編成）                                   | 24+30 / 30+30               | 81-740形は先頭車両で741型は中間車両である。地下鉄の中で唯一、小半径曲線の軽地下鉄のための2部式3先導車で非標準サイズ車両を連結した型である。 .1 の派生車両は基本型とは機材（ロシア製摩擦駆動）が異なり、 .4形はドア数が増え（一両につき2から3に）空調付きである。 |
| 81-740/741形 "ルシッチ"     | 81-740.4/741.4 "ルシッチ"           |      | 2008—2013        | 2009-  | #3 アルバーツコ＝ポクローフスカヤ線 · #5 環状線 · #12 ブートフスカヤ線                                                                   | 132 制御車 178 電動車 （66 編成）                                   | 24+22 / 20+22               | 81-740形は先頭車両で741型は中間車両である。地下鉄の中で唯一、小半径曲線の軽地下鉄のための2部式3先導車で非標準サイズ車両を連結した型である。 .1 の派生車両は基本型とは機材（ロシア製摩擦駆動）が異なり、 .4形はドア数が増え（一両につき2から3に）空調付きである。 |
| 81-760/761形 "オカ"         | 81-760/761形 "オカ"                 |      | 2010—2016        | 2012-  | #8 カリーニンスコ＝ソンツェフスカヤ線 · #8А 8А line · #9 セルプホーフスコ＝チミリャーゼフスカヤ線 · #11 大環状線                         | 324 制御車 972 電動車 （162 編成）                                  | 40/44                       | 81-760 型は先頭車両で気動車であり、761形は中間車で気動車、763形は中間車で連結車である。この型は旧式のサイズで「ルシッチ」号の基本的技術を基礎とした車体で造られている（車輪と牽引ギア）。 A型には貫通幌が設置された。                                            |
| 81-760/761形 "オカ"         | 81-760A/761A/763A "オカ"            |      | 2014—2016        | 2015-  | #8А 8А line · #11 大環状線 | 6 制御車 12 電動車 6 付随車 （3 編成）                              | 38/42                       | 81-760 型は先頭車両で気動車であり、761形は中間車で気動車、763形は中間車で連結車である。この型は旧式のサイズで「ルシッチ」号の基本的技術を基礎とした車体で造られている（車輪と牽引ギア）。 A型には貫通幌が設置された。                                            |
| 81-765/766/767形 "モスクワ" | 81-765/766/767形 "モスクワ"         |      | 2016-            | 2017-  | #6 カルーシュスコ＝リーシュスカヤ線 · #7 タガーンスコ＝クラスノプレースネンスカヤ線                                                      | 172 制御車 344 電動車 172 付随車 （86 編成）                        | 33 + 4半座席 / 36 + 8半座席 | 「オカ号」を基に造られた。新たな客室のデザインと運転室、貫通幌、幅広のドア、新たな情報対話型システムと、車両の妻側に半座席がある。シャシー、摩擦駆動、空調が最新化され、ギャップレス連結と異常終了システムが装備された。                                         |
| 81-765/766/767形 "モスクワ" | 81-765.2/766.2/767.2 "モスクワ"     |      | 2018             | 2018-  | #4 フィリョーフスカヤ線 | 54 制御車 81 電動車 27 付随車 （27 編成）                           | 28 + 4半座席 / 36 + 8半座席 | 「オカ号」を基に造られた。新たな客室のデザインと運転室、貫通幌、幅広のドア、新たな情報対話型システムと、車両の妻側に半座席がある。シャシー、摩擦駆動、空調が最新化され、ギャップレス連結と異常終了システムが装備された。                                         |
| 81-765/766/767形 "モスクワ" | 81-765.3/766.3/767.3 "モスクワ"     |      | 2018-            | 2018-  | #6 カルーシュスコ＝リーシュスカヤ線 · #8А 8А line · #11 大環状線                                                                         | 18 制御車 36 電動車 18 付随車 （9 編成）                            | 33 + 4半座席 / 36 + 8半座席 | 「オカ号」を基に造られた。新たな客室のデザインと運転室、貫通幌、幅広のドア、新たな情報対話型システムと、車両の妻側に半座席がある。シャシー、摩擦駆動、空調が最新化され、ギャップレス連結と異常終了システムが装備された。                                         |
| 81-765/766/767形 "モスクワ" | 81-765.4/766.4/767.4 "モスクワ2019" |      | 2019-            | 2019-  | #1 ソコーリニチェスカヤ線 · #6 カルーシュスコ＝リーシュスカヤ線 · #15 ネクラソフスカヤ線                                                 | 90 制御車 180 電動車 90 付随車 （45 編成）                          | 33 + 4半座席 / 36 + 8半座席 | 「オカ号」を基に造られた。新たな客室のデザインと運転室、貫通幌、幅広のドア、新たな情報対話型システムと、車両の妻側に半座席がある。シャシー、摩擦駆動、空調が最新化され、ギャップレス連結と異常終了システムが装備された。                                         |

#### 名前付き電車
1984年以降、モスクワ地下鉄では名前付きの電車を運行する伝統がある。つまり、何らかの行事や周年を記念して、またテーマ性のある行事の枠内で名付けられた固有の名称を持つ電車である。こうした電車は様々な特徴を持ち、シンプルなネームプレートと列車名を車両の頭部分に付けただけのものから、全車両を完全にオリジナルに作り替えたもの、また同型の通常の電車に構造的変更を加えた電車まである。1991年にはほとんどすべての名前付き電車は（一台の例外を除いては）姿を消したが、それはそのテーマが政治的なものであったためである。2000年代始めにこの伝統が再び戻り、2010年の終わりには全路線で様々なテーマを持つ電車が7台あった。2015年以降はこの動きが拡大し、2019年の4月には名前付き旅客用電車は20台以上あったが、テーマが失効したのちに半数に減った。モスクワ地下鉄には客用電車の他に業務用の名前付き電車が2台ある。
Ezh-3/Em-508形
|  | 「スパシーバ、ドーノル号」 ロシア語: Спасибо, донор! |

81-717/714形
|  | 「国民義勇兵号」 ロシア語: Народный ополченец   |
|  | 「紅い矢号」 ロシア語: Красная стрела           |
|  | レトロ列車「ソコーリニキ」 ロシア語: Сокольники |
|  | 「読むモスクワ号」 ロシア語: Читающая Москва    |
|  | 「オレグ・タバコフ号」 ロシア語: Олег Табаков   |

81-740/741"ルシッチ"
|  | 「水彩画号」 ロシア語: Акварель                                           |
|  | 「こんにちは、モスクワ号」 ロシア語: Привет, Москва!                      |
|  | 「アレクサンドロヴェツ号」 ロシア語: Александровец                        |
|  | 「交通省210周年記念号」 ロシア語: 210 лет Министерству транспорта         |
|  | 「モスクワ中央放射状路線号」 ロシア語: Московские центральные диаметры    |
|  | 「産業都市モスクワ号」 ロシア語: Москва промышленная                      |
|  | 「シチューキンのコレクションの歴史」 ロシア語: Щукин. Биография коллекции |
|  | 「全ロシア博覧センター80周年号」 ロシア語: ВДНХ — 80 лет                  |
|  | 「健康なモスクワ号」 ロシア語: Здоровая Москва                            |

81-760/761 "オカ"
|  | 「勝利号」 ロシア語: Поезд Победы         |
|  | 「虎縞急行」 ロシア語: Полосатый экспресс |

#### 検測車両

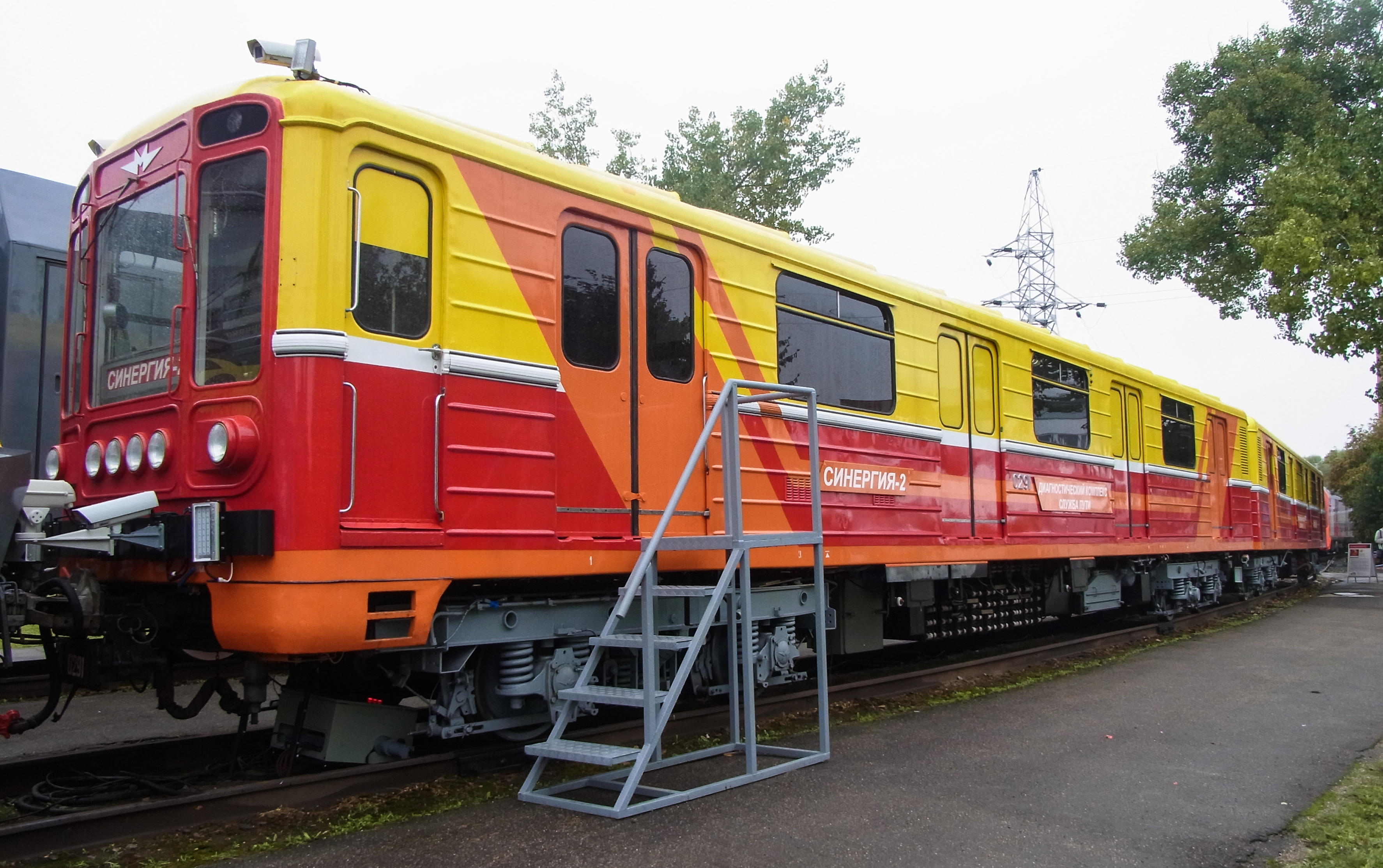
検測車シネルギア2号

モスクワ地下鉄では、路線の距離の計測と引退前の損傷確認のための検測車（日本の新幹線でいうドクターイエローに相当）が数台運行している。これは通常、最大5両から成っており、うち1台か稀に2台が通常の客車を改造した特別な検測車両で計測機器（距離測定器または損傷確認鏡）を積載しており、その他は通常の伴走車である。検測車両の車内は完全装備で外側には計測用一次センサーがある。通常、こうした車両は黄と赤の2色に塗装されている（上が黄色で下が赤）。この電車は昼間または夜間のラッシュアワー以外の時間帯に走行し、異なった数種の線路を点検することができる。
基本的に、検測車としてE及びEzh型の車両が使われていたが、その後、81-717/714形になった。最古の検測車ながら、長年にわたり新しい車両と共に運行されてきたのはA № 1031（博物館用に改装）とUM-5 № 806（博物館用の計測車両として保存）である。2019年現在で、検測車として使用されているのは 81-717/714の車両で、その中には2台の最新の技術を装備した名前付き検測車シネルギア1号とシネルギア2号も含まれる。これらは全体が黄と赤のデザインで塗装され、計測車は81-714 № 7374で、検測車はSCB のEzh3 № 5564型である。

#### 荷物車両

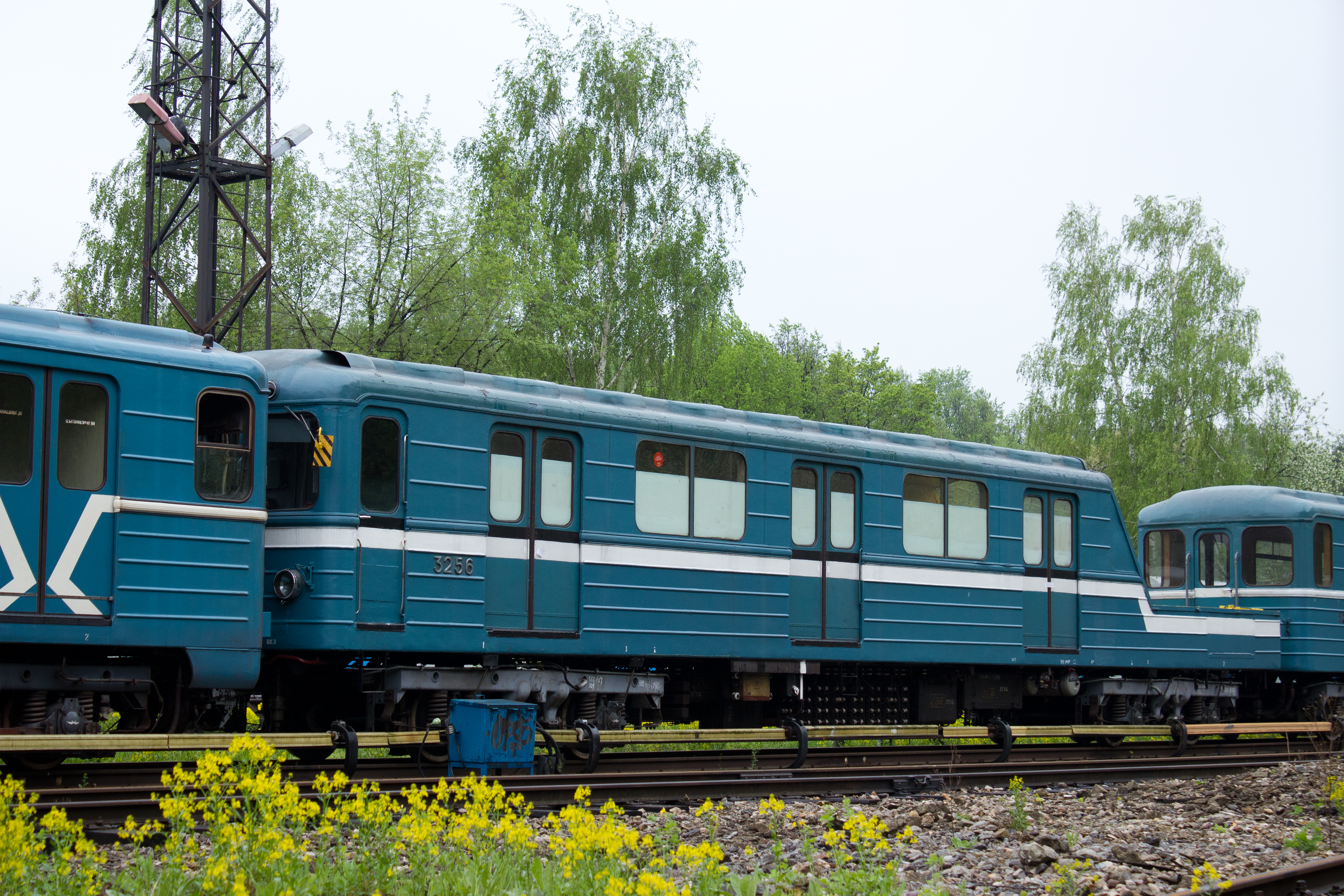
イズマイロボ機関庫のE № 3256 V型荷物車両

モスクワ地下鉄には数台の業務用・荷物輸送用電車があり、機関庫間の車両移動のための牽引車としての役割も持つ。荷物列車は3両の通常の客車から成っており、うち一つは重量のある限界寸法内の貨物の輸送のために機関庫で改造された。
これまでにモスクワでは荷物車としてD, E/Ezh と 81-717/714形の車両が使われ、昼夜のラッシュアワー以外の時間に運行された。2009年9月まではモスクワ地下鉄では9台の荷物車（E/Em-508/Em-509/Ezh形の5タイプと81-717/714形の4タイプ）が使われていた。しかし、タガーンスコ＝クラスノプレースネンスカヤ線での事故の後、2009年の12月から荷物車はその任務を停止した。その事故とは E № 3361型の車両で輸送されていた2つの車輪が運搬装置から外れて車両の扉を内側から破りスホドネンスカヤ駅で軌間ゲージから飛び出したのだ。2019年現在では、 81-717/714型の荷物車が2台あり、車両の移動と慣らし運転の際の牽引車としてのみ使用されている。その他の全ての荷物電車は登録抹消され廃車となった。

#### 接触蓄電車
20世紀半ばに、モスクワ地下鉄では気動車と並び、夜間の接触軌道の断線時または非電化区間において、さらに機関庫内での操車の際の車両移動と業務用電車の牽引用に接触蓄電車が使用されていた（蓄電での運行速度はかなり制限される）。また蓄電車は特別支線でも使用される。構造的には、接触蓄電車は通常の客車を基に造られ、違いは車両の両端に2つの操車室があることと、座席の代わりに車内全体に蓄電池が配置されていることである。2000年代後半に、全ての接触蓄電車は引退となった。
| 型            | 外観 | 製造年     | 車両数 | 説明 |
| ------------- | ---- | ---------- | ------ | --- |
| V-4           |      | 1960—1961  | 3      | 客車としての運用を終了後に№ 151, 152 と155型から最新化された。運用期間は不明。 |
| A             |      | 不明       | 1      | A № 48型車両は客車としての利用が終了後に最新化された。運用期間は不明。 |
| E, Ei         |      | 1981       | 3      | № 3694, 3500 と 4758型車両から最新化され、Ek/aの名称と番号01..03.を得た。運用期間は不明。 |
| L (81-711)    |      | 1974, 1986 | 6      | Ezh-3形の構造を基に 2つの運転室、窓もドアもない一面側面で、蓄電池室の上に屋根の大部分がある。95006軍とバランスを保っていたが、1974年から2009年の間は、特別編成列車としてEzh-6+1..2xL+Ezh-6の編成で、Ezh-6形と同時に運用された。一台はLM型電気蒸気機関車に最新化され、蓄電池がディーゼルに変更され、車両全体に屋根が付けられた。2010年現在でL型の唯一の保存車両で、その他は運用されている。 |
| VEKA (81-580) |      | 1992       | 1      | 81-714型の構造を基に、前部はEzh-3形と同様で81-717形のヘッドランプを持つ。側面には客車と同様の窓とドアがあり、ドアの一部は蓄電池で開閉する。1992年から運用されたが、カルーガ車庫に数年置かれた後に運休保存となった。博物館用として復元され保存されている。 |

#### 内燃機関式の車両
地下鉄には電車の他に、電力断線の際のインフラ整備、施設内貨物輸送、夜間の作業班輸送のための線路用装置に特化した相当数のディーゼルカー、ガソリンカー等の気動車を保有している。使用される機器の大部分は通常の鉄道線路で利用可能なものに統一されているが、一部は地下鉄での利用に特別に加工されている。機関車牽引車としても気動車としても使用できる気動車もある。これは貨物輸送のための空間、または作業班輸送のための座席があるためで、気動車の一部は乗客（作業員）の輸送の目的にのみ使われる。
- 気動車と貨客用軌道作業用気動車：MK2/15, AGM (AGMu, AGMc), DM (DMm, DMc), Alg, TGK2, AGMC, MGM1, 81-730.05, MT, TM, MTK-1

|  | ソコル車庫の気動車 MK2/15                           |
|  | ソコル車庫の気動車 MK2/15（左側）、DM（右側）       |
|  | フィリ車庫の作業車 AGMuとクレーン車両               |
|  | トンネル内のALg軌道作業用気動車                     |
|  | パルチザンスカヤ駅でのAGMS気動車                    |
|  | ルミャンツェヴォ駅でのMGM1気動車                    |
|  | ソコル車庫での貨物車側から見た81-730.05モーターカー |
|  | ペチャトニキ車庫でのMTK-1気動車                     |

- 旅客用モーターカー：MK2/15, AGM (AGMu, AGMs), DM (DMm, DMs), ALg, TGK2, AGMS, MGM1, 81-730.05, MT, TM, MTK-1

|  | パルチザンスカヤ駅でのAS1形モーターカー                             |
|  | トンネル作業所内でのDPSディーゼル車両（左）とAS1Aモーターカー（右） |
|  | 地下鉄運行前の慣らし運転中のDPSディーゼル車両                       |
|  | ソコル車庫での客車側から見た81-730.05モーターカー                   |
|  | エキスポ1520に展示されたSMDK Mtr軌道測定モーターカー                |
|  | モーターカー「オカ」（工場名は不明）                                |

- 自走式クレーン：KM, KMP

|  | 自走式クレーン KMP-65M、パルチザンスカヤ駅 |

- 軌道更新車：VPRS-02, VPRS-500

|  | 軌道更新車 VPRS-02、テクノパーク駅 |

- 除雪車：SMM2

## 路線
| 路線番号（色）・路線名                                                      | 開業年    | 最近の 延伸 | キロ程                                | 駅 数                            |
| --------------------------------------------------------------------------- | --------- | ----------- | ------------------------------------- | -------------------------------- |
| ソコーリニチェスカヤ線 Сокольническая линия                                 | 1935年    | 2019年      | 44.1 km                               | 26                               |
| ザモスクヴォレーツカヤ線 Замоскворецкая линия                               | 1938年    | 2017年      | 42.8 km                               | 24                               |
| アルバーツコ＝ポクローフスカヤ線 Арбатско-Покровская линия                  | 1938年    | 2012年*     | 45.1 km                               | 22                               |
| フィリョーフスカヤ線 Филёвская линия                                        | 1958年**  | 2006年      | 14.9 km                               | 13                               |
| 環状線 Кольцевая линия                                                      | 1950年    | 1954年      | 19.3 km                               | 12                               |
| カルーシュスコ＝リーシュスカヤ線 Калужско-Рижская линия                     | 1958年    | 1990年      | 37.6 km                               | 24                               |
| タガーンスコ＝クラスノプレースネンスカヤ線 Таганско-Краснопресненская линия | 1966年    | 2015年      | 42.2 km                               | 23                               |
| カリーニンスコ＝ソンツェフスカヤ線 Кали́нинско-Солнцевская линия             | 1979年    | 2012年      | 16.5 km                               | 8                                |
| カリーニンスコ＝ソンツェフスカヤ線（西） Кали́нинско-Солнцевская линия       | 2014年*** | 2018年      | 24.9 km                               | 12                               |
| セルプホーフスコ＝チミリャーゼフスカヤ線 Серпуховско-Тимирязевская линия    | 1983年    | 2002年      | 41.2 km                               | 25                               |
| リュビリーンスコ＝ドミトロフスカヤ線 Люблинско-Дмитровская линия            | 1995年    | 2018年      | 38.3 km                               | 23                               |
| 大環状線 Большая кольцевая линия                                            | 2018年    | 2018年      | 12.4 km                               | 6                                |
| カホーフスカヤ線 Каховская линия                                            | 1969年    | 1995年****  | 3.3 km                                | 3                                |
| ブートフスカヤ線 Бутовская линия                                            | 2003年    | 2014年      | 10.0 km                               | 7                                |
| モスクワモノレール Монорельс                                                | 2004年    | 2004年      | 4.7 km                                | 6                                |
| モスクワ中央環状線 МЦК                                                      | 2016年    |             | 54 km                                 | 31                               |
| ネクラソフスカヤ線 Некрасовская линия                                       | 2019年    |             | 16.7 km                               | 8                                |
| トロイツカヤ線 Троицкая линия                                               | 2024年    |             | 8.3 km                                | 4                                |
| 合計：                                                                      | 合計：    | 合計：      | （モノレールと14番線を除く） 415.4 km | （モノレールと14番線を除く） 240 |

- (*) 3. アルバーツコ＝ポクローフスカヤ線（3号線）のクンツェフスカヤ駅からクルィラーツコエ駅間は、2008年1月7日にパルク＝パベディ駅からクンツェフスカヤ駅間と、クルィラーツコエ駅からストロギノー駅間が開通するまでフィリョーフスカヤ線（4号線）として運行されていた。
- (**) 4. キーエフスカヤ駅までは1935年から1937年にかけて開通しており、1958年までソコーリニチェスカヤ線（1号線）の支線として運行されていた。

4a. フィリョーフスカヤ線（4号線）のビブリオテーカ＝レーニナ駅発で、キーエフスカヤ駅から分岐して、ヴィスタヴァチュナ駅（展示場前、以前のデラヴォイ＝ツェントル駅またはメジュドゥナロードナヤ駅から改名）・メジュドゥナロードナヤ駅（以前のモスクワシティー駅から改名）へ行く支線が運行されている。
- (***) 8. 現在デラヴォイ＝ツェントル駅からパルク＝パベディ駅間を結んでいるのみでカリーニンスコ＝ソンツェフスカヤ線（8号線）と接続していない。現在東西両方向へ延伸工事中で将来的にカリーニンスカヤ線と接続する予定。
- (****) 6. カホーフスカヤ線（11号線）のカシールスカヤ駅、ヴァルシャーフスカヤ駅、カホーフスカヤ駅は1969年8月11日に開業したが、1995年11月20日まではザモスクヴォレーツカヤ線（2号線）の支線として運行されていた。

チミリャーゼフスカヤ駅（9号線）とヴェーデンヌハー駅（6号線）を結ぶモスクワモノレールも、モスクワ地下鉄公社の管理下にある。モノレールと地下鉄で技術的関連がないため、モノレールへの乗換には別料金が課せられる。

## 事故・事件

### 2004年の爆破テロ
2004年2月6日、ザモスクヴォレーツカヤ線（2号線）でアフトザボツカヤ駅からバベレツカヤ駅に向かっていた電車が突如爆発。40人が死亡、負傷者100人を出す大惨事となった。当初はチェチェン独立派のテログループの仕業と思われたが、後にイスラム過激派のカルチャイ・チェルケス共和国人の自爆テロであると結論づけられた。

### モスクワ停電事故
2005年5月25日、モスクワ停電（en:2005 Moscow power blackouts）が起き、数本の地下鉄が運行を停止した。ソコーリニチェスカヤ線、ザモスクヴォレーツカヤ線の一部などでは運行を継続できたが、カホーフスカヤ線（11号線）やブートフスカヤ線（L1号線）では全線が運休した。中でも影響が甚大だったのはザモスクヴォレーツカヤ線（2号線）とセレプホーフスカ＝チミリャーゼフスカヤ線（9号線）であり、市の南部のトンネル内で車両が立ち往生し、それにより交通が麻痺するなどの影響が出た。

### 看板事故
2006年3月19日、ザモスクヴォレーツカヤ線（2号線）ソコル駅ーヴォイコフスカヤ駅間の地上で、屋外広告の設置工事が無許可で行われていたが、杭基礎が地下鉄トンネルを貫通してしまい、トンネル構造物の一部が走行中の電車に落下した。この事故による怪我人は出ていない。

### 2010年の爆破テロ
2010年3月29日、ラッシュアワー時のソコーリニチェスカヤ線（1号線）で連続爆破テロが起き、少なくとも死者39人負傷者100人の被害者が出ている。最初の爆発はルビャンカ駅、現地時間午前7時56分に発生。少なくとも24人の死者が確認されており、そのうち14人は爆発が起きたとされる二両目の乗客であった。二度目の爆発は最初の爆発のおよそ40分後、現地時間午前8時38分に同じソコーリニチェスカヤ線のパルク＝クリトゥーリ駅で起き、この爆発では12人の死者が出たと報道されている。

### 脱線事故
2014年7月15日、午前8:40頃、アルバーツコ＝ポクローフスカヤ線（3号線）パルク＝ポビェディ（勝利公園）駅を発車直後、カリーニンスカヤ線（8号線）延伸のため駅西側に設置された転轍機で脱線。死者23人。

## メトロ-2

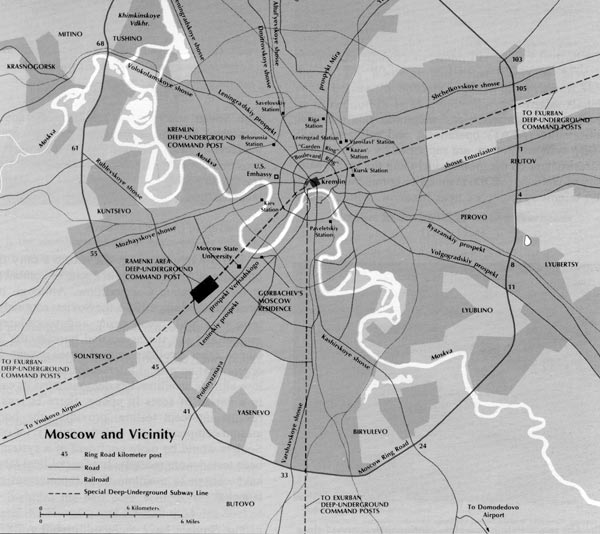
米国防総省の発表したメトロ-2の路線予想図

メトロ-2（en:Metro-2）とは、モスクワ地下鉄に沿うように建設されたとされる、核戦争時の緊急避難シェルターおよびそこに通じる専用路線の俗称である。
路線の存在は公には発表されておらず、その規模も不明であるが、モスクワ市内の軍の重要拠点と行政機関を結び、市外へと脱出できるよう建設されたとされるその路線の総延長は、メトロ本線にも匹敵するものと予想される。
実際に、モスクワ市内にはメトロ本線とは別に作られた立坑や、用途不明の隔離扉なども存在しており、メトロ-2の実在をより確実なものとしている。